# Бронепоезда РККА до и во время Великой Отечественной войны
Бронепоезда РККА до и во время Великой Отечественной войны — бронепоезда Красной Армии с 1922 года — окончания Гражданской войны до 1945 года — окончания Великой Отечественной.

## Межвоенное время

### После Гражданской войны до 1941 года

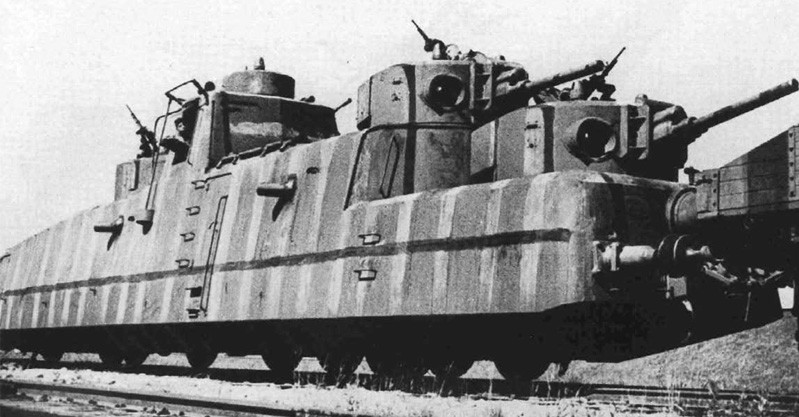
МБВ Кировского завода № 2, состояние на 1.1940 с Л-11

К концу Гражданской войны в ведении Центрального совета броневых частей (Центробронь) РККА 122 или 123 бронепоезда (февраль 1922 года — года окончания Гражданской войны в России, не считая бронепоездов на складах).
С 1924 года в РККА бронепоезда сводились в дивизионы по три бронепоезда. В дивизионе бронепоездов был один тяжёлый и два лёгких бронепоезда. К сентябрю 1924 года имелось 105 бронепаровозов и 326 бронеплощадок на 105 бронепоездов.
31 декабря 1924 года приказом революционного военного совета (реввоенсовета [РВС]) СССР № 1563/253 установлена новая нумерация броневых частей в связи с проведённой реорганизацией Вооружённых Сил СССР.
В 1925 году, 17 сентября, утверждён «Временный боевой устав броневых сил РККА, служба на полевых броневых поездах».

7. Дивизион бронепоездов есть высшее постоянное тактическое соединение двух или нескольких бронепоездов.

В состав дивизиона обязательно включается 1 бронепоезд тяжёлого типа.

Дробление дивизиона допускается лишь тогда, когда необходимо обслужить несколько отдельных направлений при недостатке бронепоездов в распоряжении командования.

Группа бронепоездов есть временное тактическое соединение нескольких отдельных бронепоездов или дивизионов (как правило не более 6 бронепоездов), образуемое на различные сроки и в различном составе из всех типов бронепоездов, включая и ББ.

Бронепоезда сводятся в группы исключительно для выполнения боевых задач на определённом участке железной дороги.

Группа бронепоездов при развитой сети железных дорог является мощным броневым кулаком в руках командования на наиболее ответственном участке фронта.— Проект боевого устава броневых сил РККА.
Часть II, Книга 3. Боевое применение бронепоездов.
В августе 1927 года в докладе начальника Главного управления РККА В. Н. Левичева председателю РВС СССР К. Е. Ворошилову о вновь разработанных штатах военного времени строевых частей Сухопутных и Военно-воздушных сил предложено для танковых и броневых частей:

… 2) Бронепоезда. Организация в общем осталась прежняя, изменилось лишь несколько вооружение тяжёлых бронепоездов, а именно: для тяжёлых бронепоездов вместо смешанного вооружения бронеплощадок (42' и 3" пушки) введен один тип орудий — 42' пушки.

3) Созданы отдельные железнодорожные артиллер(ийские) батареи (прежние тяжёлые бронепоезда особого назначения), причём на вооружение их дано или по одной 10" пушке, или по две 120-мм пушки.

4) Вновь разработаны штаты тяжёлых 2-х батарейных артиллерийских железнодорожных дивизионов (четыре 8" пушки или четыре 6" пушки Канэ). Эти дивизионы будут применяться как для борьбы на сухопутном фронте, так и, главным образом, для подвижной обороны берегов; последнее является у нас первым шагом в этом направлении, в то время как за границей (Франция, Америка) подвижные установки являются основным средством для обороны берегов. В будущем намечается дальнейшее развитие подвижных железнодорожных установок для береговой обороны, что в значительной степени усилит нашу береговую оборону. Численность дивизиона: 6" — 342 чел., 8" — 366 чел(овек).

К 1928 году количество бронепоездов как подразделений сокращено до 34.
В начале 1930 года в частях и на складах находилось 42 бронепаровоза, 76 лёгких и 14 тяжёлых бронеплощадок — всего на 42 бронепоезда
РККА в межвоенный период не отказалась от дальнейшего развития бронепоездов. В межвоенное время в СССР продолжали строиться как бронепоезда, так и отдельные бронеплощадки, мотоброневагоны и бронедрезины новых типов.
К осени 1940 года автобронетанковые войска РККА, согласно приказу народного комиссара СССР № 0283 от 24 октября 1940 года, в результате организационных преобразований имели 9 отдельных дивизионов бронепоездов по 3 бронепоезда, отдельный батальон бронедрезин и 17 отдельных бронепоездов.

### Бронепоезда НКВД

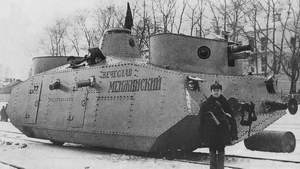
Второй опытный мотоброневагон модели Д-2, экспериментальный завод НКПС, февраль 1931 года

Уже летом 1928 года инспекция бронесил РККА по приказу наркома обороны Ворошилова передало в НКВД первый бронепоезд, получивший новое наименование — «Феликс Дзержинский». Сформированные в конце тридцатых годов дивизии НКВД по охране железных дорог имели по одному бронепоезду в каждом полку. Помимо бронепоездов постройки времён гражданской войны, на их вооружении имелись и новейшие мотоброневагоны (31 Д-2 и по 1 Д-3 и Д-6 по 3 в бронепоездах-ротах мотоброневагонов (бепо-МБВ) с бронепаровозом), производство которых было развёрнуто на нескольких заводах. Чекистские бронепоезда носили нумерацию полков НКВД, в которые они входили. В Советско-финской войне 1939-40 годов на Карельском перешейке участвовало из войск НКВД по охране железнодорожных сооружений три бронепоезда-роты мотоброневагонов, каждая рота имела три мотоброневагона типа Д-2 и бронепаровоз: всего 6 орудий, 12 пулемётов Максим, 6 пулемётов ДТ и 3 спаренных зенитно-пулемётных установки. На станции Рауту базировалась рота мотоброневагонов 51-го полка войск НКВД по охране железнодорожных сооружений. В неё входили два мотоброневагона, действовавшие в интересах 7-й и 13-й армий. Защита коммуникаций возлагалась и на мотоброневагоны 4-й бригады войск НКВД по охране особо важных сооружений. Они использовались для патрулирования железных дорог и их защиты от потенциальных финских диверсантов.
Количество бронепоездов НКВД в 1939—1940 годах возросло за счёт трофеев. Поход в Польшу в 1939 году привёл к появлению в войсках по охране железных дорог бронепоездов НКВД № 77 (бывший польский «Первый маршал» [Piłsudczyk]), № 75 (бывший польский «Смелый» [Śmiały]), № 58 (бывший «Бартош Гловацкий» [Bartosz Głowacki]). Некоторые из них вскоре ещё раз поменяли «гражданство», когда оказались у немцев. Катастрофа 1941 года не обошла стороной и бронепоезда.
В предвоенные годы для охраны железнодорожных коммуникаций в приграничных районах сформированы несколько дивизий НКВД по охране железных дорог. В каждую дивизию входили три-четыре полка, в каждом и 1-3 бронепоезда и/или 1-3 бронепоезда-роты мотоброневагонов. Номер бронепоезда соответствовал номеру полка. Дислоцировались они в районах:
- 2-я дивизия НКВД по охране железных дорог — Карелия, Эстония;
- 3-я дивизия НКВД по охране железных дорог — Белоруссия;
- 4-я дивизия НКВД по охране железных дорог — Киев — Чернигов — Житомир — Винница — Одесса;
- 5-я дивизия НКВД по охране железных дорог — Восточная Украина;
- 9-я дивизия НКВД по охране железных дорог — Брест — Вильнюс;
- 10-я дивизия НКВД по охране железных дорог — Западная Украина;
- 13-я дивизия НКВД по охране железных дорог — Бельцы — Бендеры — Умань;
- 24-я дивизия НКВД по охране железных дорог — Минск — Смоленск;
- 27-я дивизия НКВД по охране железных дорог — Дальний Восток;
- 28-я дивизия НКВД по охране железных дорог — Дальний Восток;
- 29-я дивизия НКВД по охране железных дорог — Забайкалье.[14]

К июню 1941 года в дивизиях НКВД по охране железнодорожных сооружений около 12 бепо-МБВ, в которых по штату долно было быть 36 МБВ, вероятно, поэтому некоторые авторы пишут, что в НКВД перед началом Великой Отечественной войны было 36 мотоброневагонов.

### Типы (модели) бронепоездов
На вооружении автобронетанковых войск РККА к 22 июня 1941 года состояли следующие типы (модели) бронепоездов:
- бывшие бронепоезда гражданской войны, модернизированные в 1929-1933 годах, и бронепоезда постройки военного склада № 60, иногда называемые ВС-60 — 7 штук;
- бронепоезда БП-35 с лёгкими бронеплощадками ПЛ-35 с 2 76-мм пушками образца 1902 года — 38 площадок, ПЛ-37 с 2 76-мм пушками 1902/30 годов — 33, и тяжёлыми — 27 — 26 площадок постройки до 1931 года и ПТ-33 с 107-мм пушкой 1910 года и 1 с пушкой 1910/30 годов, по одной пушке на площадке[16].

## Советские бронепоезда в Великой Отечественной войне

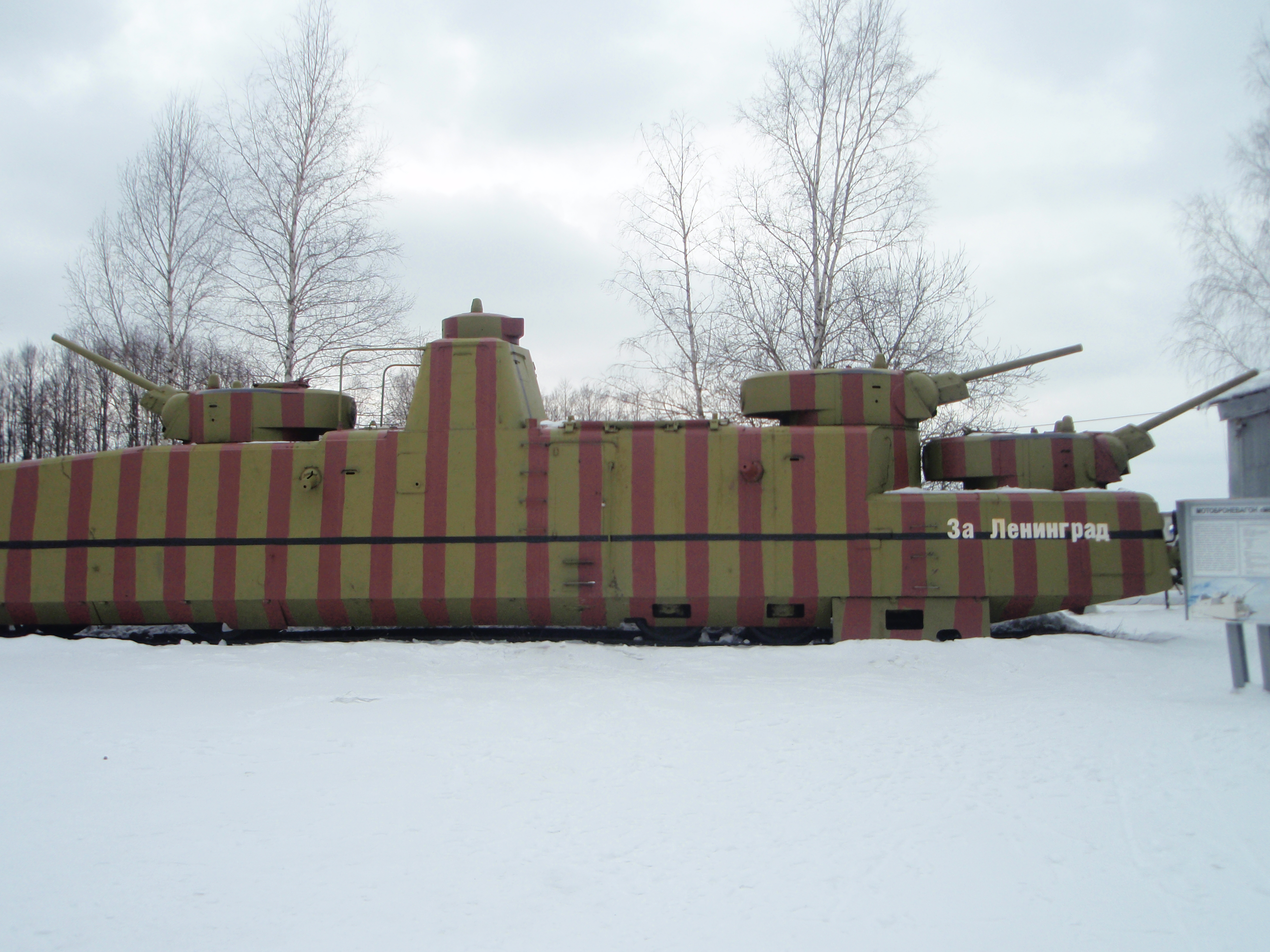
Мотоброневагон Кировского завода действовавший на Ленинградском фронте

Во время Великой Отечественной войны бронепоезда и железнодорожная артиллерия (к бронепоездам не относилась) оставались на вооружении. После начала войны был построен ряд новых бронепоездов, развёрнуты железнодорожные батареи противовоздушной обороны. Бронепоездные части сыграли определённую роль в Великой Отечественной войне, в первую очередь, в охране железнодорожных коммуникаций оперативного тыла.
На советско-германском фронте бронепоезда использовали обе воюющие стороны.
На 22 июня 1941 года Красная Армия имела 53 бронепоезда (включая 53 бронепаровоза и 106 артиллерийских бронеплощадок), 9 бронедрезин и несколько моторных броневагонов, а также около 160 бронеавтомобилей, приспособленных для движения по железнодорожному пути. По другим данным в РККА 34 лёгких и 13 тяжёлых бронепоездов, из них в составе Дальневосточного фронта (ДВФ) и Забайкальского военного округа (ЗабВО) 12 лёгких и 5 тяжёлых бронепоездов, плюс кадр для сформирования ещё 10 бронепоездов. Бронеплощадок противовоздушной обороны (типа СПУ-БП) было всего 28, из них в ДВФ и ЗабВО — 15. Кроме КА броневыми поездами располагали и войска НКВД по охране железнодорожных сооружений и оперативные войска НКВД, у них на 22 июня 25 бронепаровозов, 32 артиллерийские бронеплощадки, 33 моторных броневых вагона и 7 броневых автомобилей на железнодорожном ходу.

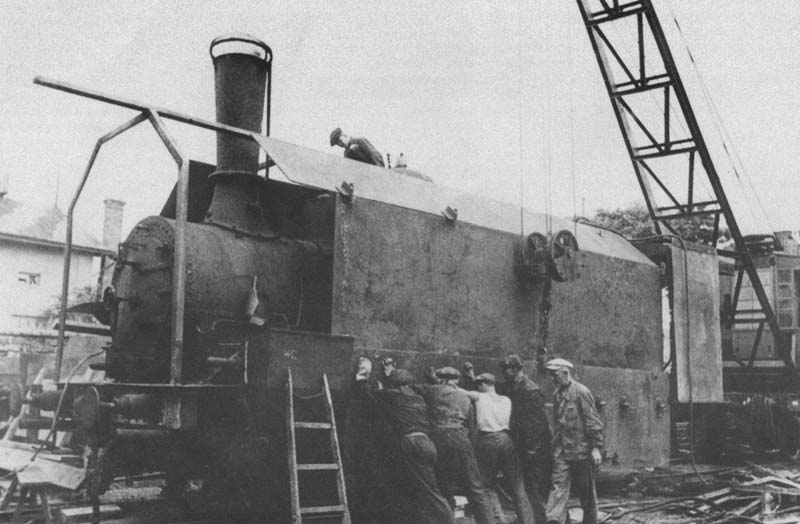
Бронирование паровоза на заводе Январского восстания в Одессе, 8-9.1941

Из-за эвакуации единственного довоенного производителя бронепоездов — брянского завода «Красный Профинтерн» — пришлось начинать строительство бронепоездов на паровозо- и вагоноремонтных заводах и в железнодорожных депо. Типовые чертежи бронеплощадок и паровозов (упрощённый вариант того, что делали в Брянске до войны) разослали по заводам под названием «НКПС-42». Но этим чертежам следовали не все. Где-то местные ресурсы не позволяли следовать образцу, и бронепоезд «лепили из того что было». Где-то, наоборот, считали, что могут построить лучше — характерный пример — бронепоезд № 1 «За Сталина!» построенный Коломенским заводом. Самая его отличительная черта — специальный бронепаровоз, перестроенный из маневрового паровоза серии «9П» с учётом специфики работы бронепоезда. Все прочие бронепоезда в Великую Отечественную (как и большинство поездов в Гражданскую) использовали стандартные бронепаровозы серий Ов или Од. Руководил перестройкой известный инженер Лебедянский. Две бронеплощадки имели низкий силуэт (в отличие от всех довоенных) и вооружались каждая двумя башнями от танка Т-34 (с пушкой Ф-34 с баллистикой дивизионного орудия). Броня платформ 45 мм, как на Т-34. Было ещё три зенитные бронеплощадки — две с 37-мм пушками и одна с 12.7-мм пулемётом ДШК. Вдвойне обидно, что такой мощный бронепоезд погиб в первом же бою, столкнувшись 11 октября 1941 под Гжатском с немцами.

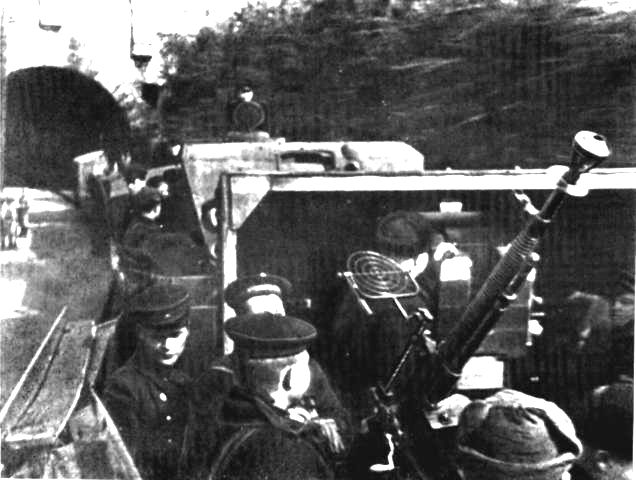
Бронепоезд Железняков («Зелёный призрак») в Севастополе 1942 год

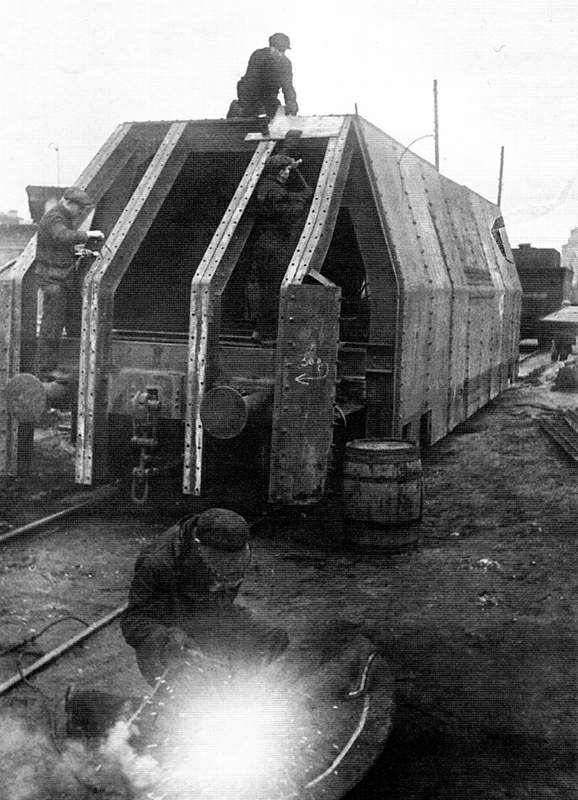
Бронирование вагона в Московском депо, октябрь 1941

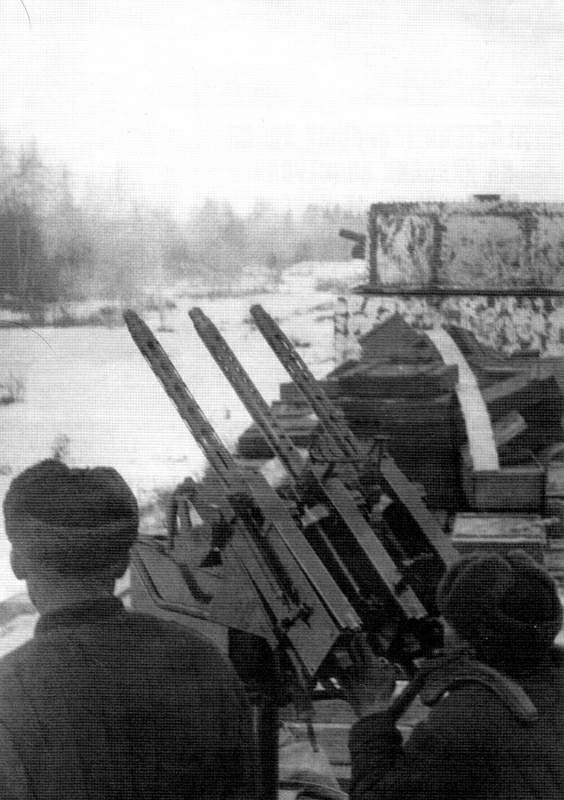
Зенитчики бронепоезда ведут огонь по самолётам противника из строенного 7,62-мм авиационного пулемёта ПВ-1, Западный фронт, ноябрь 1941

Наверное, одним из самых знаменитых из советских бронепоездов стал «Железняков», защищавший Севастополь. Вооружённый пятью 76-мм корабельными универсальными артустановками, 2 82-мм миномётами, двумя 12,7-мм зенитными пулемётами ДШК и 14 7,62-мм Максимами и укомплектованный моряками Черноморского флота, «Железняков» совершил более 140 боевых выходов. Немцы звали его «Зелёным призраком». Даже финал его не как у всех — бронепоезд засыпало при обвале тоннеля в конце обороны Севастополя в 1942 году. Времена изменились, и попытки выйти в ближний бой, как в Гражданскую, чаще всего кончались плачевно: танки и противотанковая артиллерия не оставляли шансов громоздким «крепостям». А вот в качестве подвижных батарей бронепоезда были эффективны до самого конца войны. И ещё одна роль, зачастую вынужденная — прикрытие отхода. Сплошь и рядом железная дорога оказывалась перерезанной, и единственное, что оставалось бронепоезду — подороже продать жизнь в последнем бою..
В 1941 году потеряно 42 бронепоезда: 21 — значившиеся в списках Главного автобронетанкового управления, 21 — прочие (флотские, местной постройки, трофейные прибалтийские); потери поездов НКВД не выявлены. В 1942 году потеряно 45 бронепоездов (42 армейских и 3 флотских, включая «Железняков»). В 1943 году потеряны всего 2 бронепоезда. Оба из одного дивизиона (60-го), практически одновременно — 7 июля, в бою с авиацией у станции Прохоровка — примерно там, где через 5 дней состоится знаменитое танковое сражение. За 1944—1945 годы потерь в бронепоездах не было.
В октябре 1941 года наркомат обороны приказал до конца 1942 года сформировать 32 дивизиона бронепоездов по два бронепоезда. Промышленность перевыполнила планы и построила 85 бронепоездов (из них 65 типа ОБ-3).
На основании боевого опыта (и по образу бронепоезда «За Сталина») строили бронеплощадки для «Ильи Муромца» и «Козьмы Минина» 31-го особого отдельного Горьковско-Варшавского ордена Александра Невского дивизиона броневых поездов. Это наверное самый известный дивизион бронепоездов в РККА. Каждый поезд состоял из бронепаровоза, двух орудийных бронеплощадок с двумя башнями от Т-34 и двух зенитно-миномётных бронеплощадок — на каждой две зенитки (На «Минине» по 2 25-мм, на «Муромце» в 1942 году по две 76-мм пушки Лендера) и пусковая установка М-8-24 «Катюша», плюс четыре контрольные платформы. Интересно, что в 1942 году хотели организовать массовый выпуск бронеплощадок с «Катюшами», но после испытаний от этой идеи отказались — конструкция вышла неудачной, слишком велико рассеивание. Почему это не мешало поездам 31-го дивизиона? На «Минине» и «Муромце» одиночные установки М-8-24 стояли на четырёхосных бронеплатформах весом не менее 40 тонн. А построенные по постановлению ГКО N 924 реактивные платформы были двухосными, весом от силы 15 тонн — причём на них по две М-8-36 или одна пусковая установка М-13-16. Формально у «катюши» отдачи нет, но в процессе залпа установка раскачивается — и тем сильнее, чем меньше масса системы. Но боевой опыт показал, что немассированный залп «Катюш» (менее чем дивизионом) малоэффективен, поэтому одна-две установки на поезд особой пользы не принесут. В истории 31-го дивизиона есть только один случай, и то не подтверждённый, когда «катюшу» использовали в бронепоездной дуэли. А мороки с «секретным оружием» огребали. Возможно, поэтому бронепоездов с «катюшами» было только восемь.
Тот же опыт войны показал, что двухбашенные броневагоны непрактичны: во-первых излишне тяжелы (что создаёт перегрузку пути и затрудняет подъём площадки в случае схода с рельсов), во-вторых при их повреждении поезд лишается половины артиллерии. Сначала в 1942 году предложили взамен площадку типа ОБ-3 — двухосную и с одной башней — фактически половину довоенного вагона (рассчитанную на полукустарное производство в железнодорожных мастерских. В 1943 создали бронеплощадку БП-43 с башней — более компактную и соответственно лучше забронированную. Штатный бронепоезд теперь состоял из паровоза, четырёх площадок ОБ-3 или БП-43 и зенитной площадки «ПВО-4» с двумя огневыми точками — это могли быть 25-мм или 37-мм пушки либо 12,7-мм пулемёты ДШК.
Если обычные бронепоезда показали свою уязвимость в ходе войны, то с началом наступательного этапа войны проявилась высокая потребность в бронепоездах ПВО как мобильном средстве прикрытия с воздуха станций и железнодорожных коммуникаций в прифронтовой полосе: их построено около 100 единиц. Каждый из нескольких зенитных платформ, которые или действовали совместно, или «россыпью» прицепляли к эшелонам с важным грузом. Они входили в войска ПВО. К концу войны обеспечение ПВО поездов и станций стало чуть ли не главной задачей бронепоездов. Тем более что немцы, отходя, разрушали пути, и догнать их поездам было затруднительно.
Ниже фотографии двухосной бронеплатформы № 911—045 (тара 22 т), изготовленной на базе платформы, построенной Харьковским заводом в 1935 г. Во время Великой Отечественной войны бронеплатформы, оснащённые зенитными пушкой/ами и/или пулемётом/ами, использовались для защиты поездов от нападений вражеской авиации.

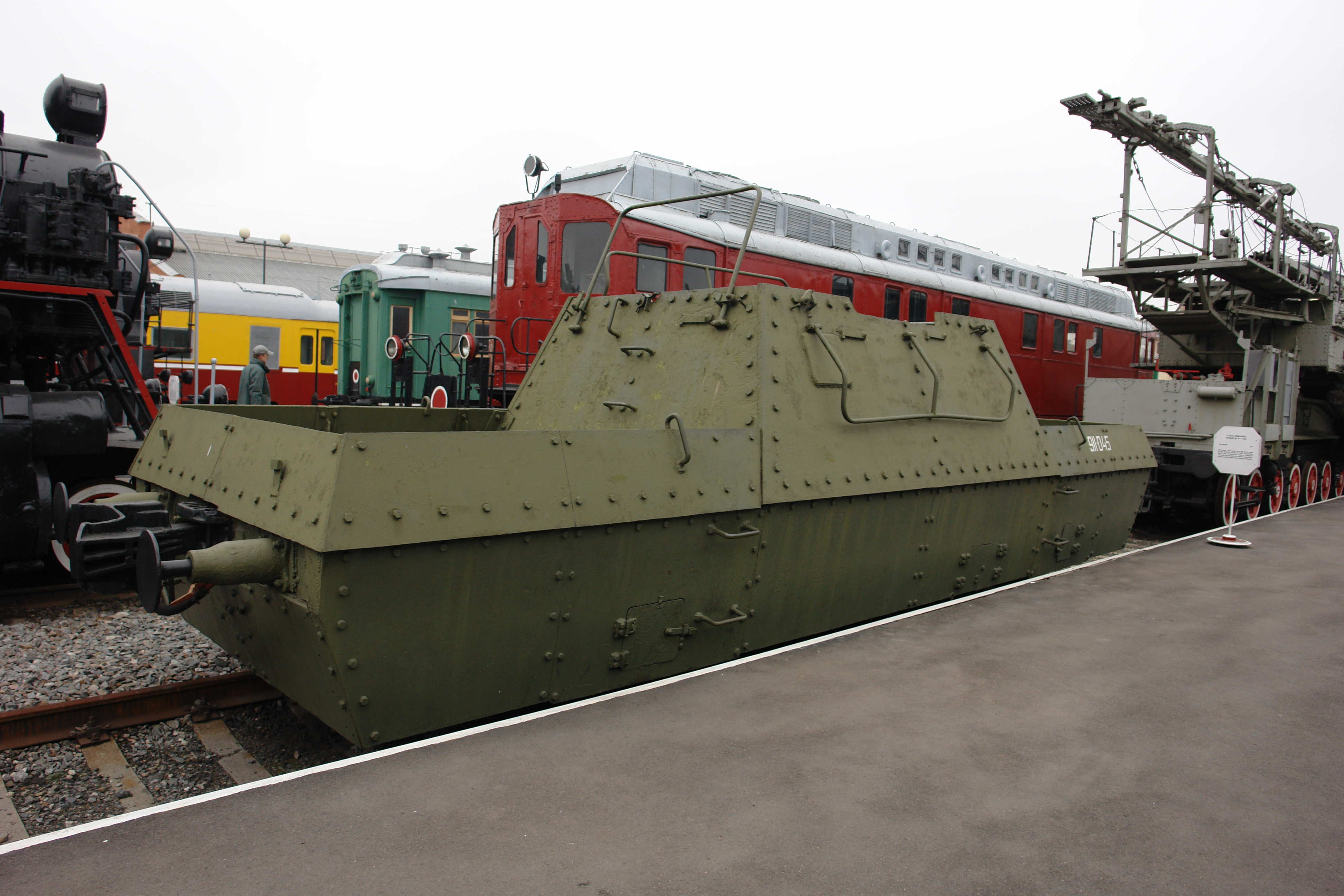
Двухосная ПЛ № 911—045, Центральный музей Октябрьской железной дороги, Варшавский вокзал (Санкт-Петербург)

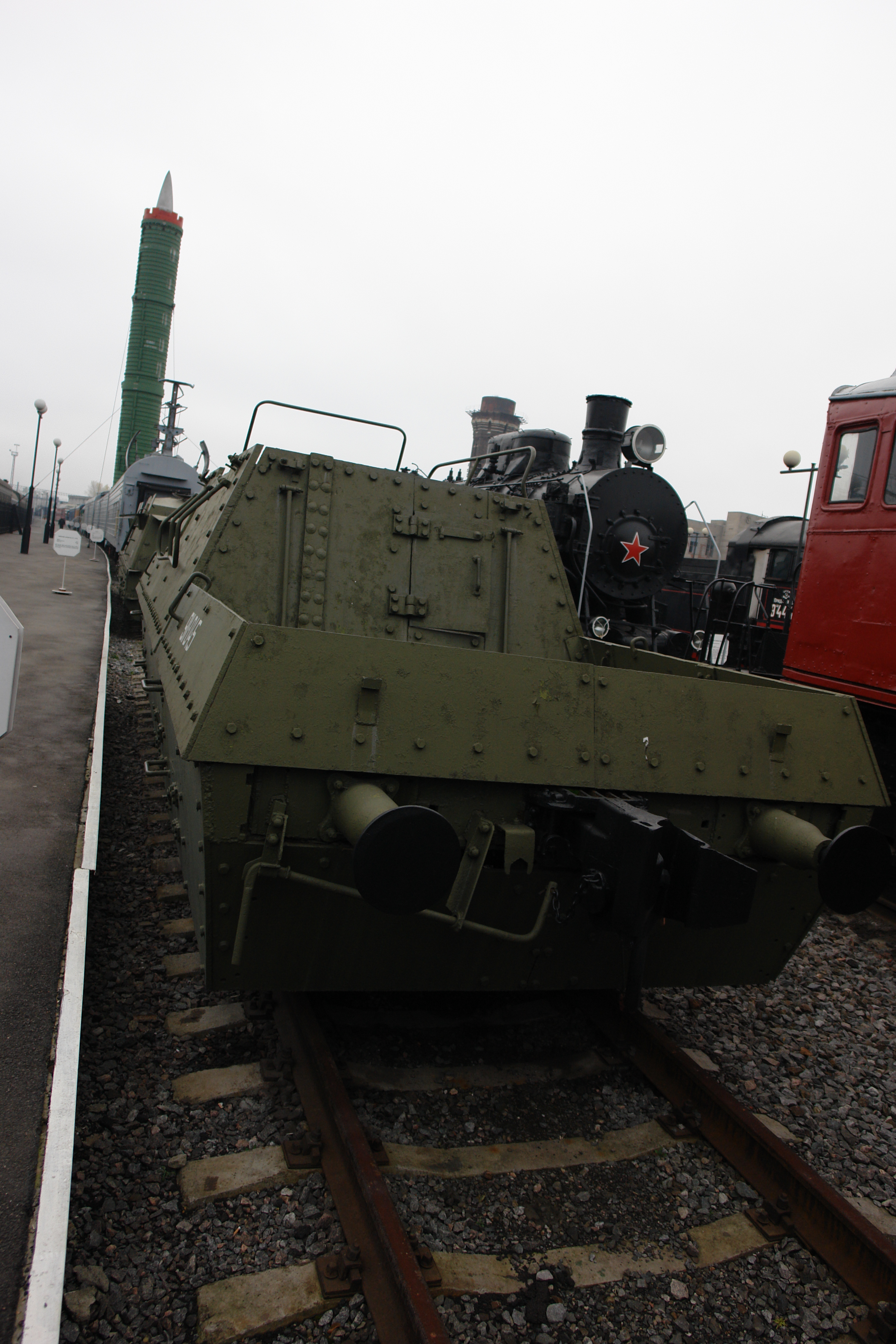
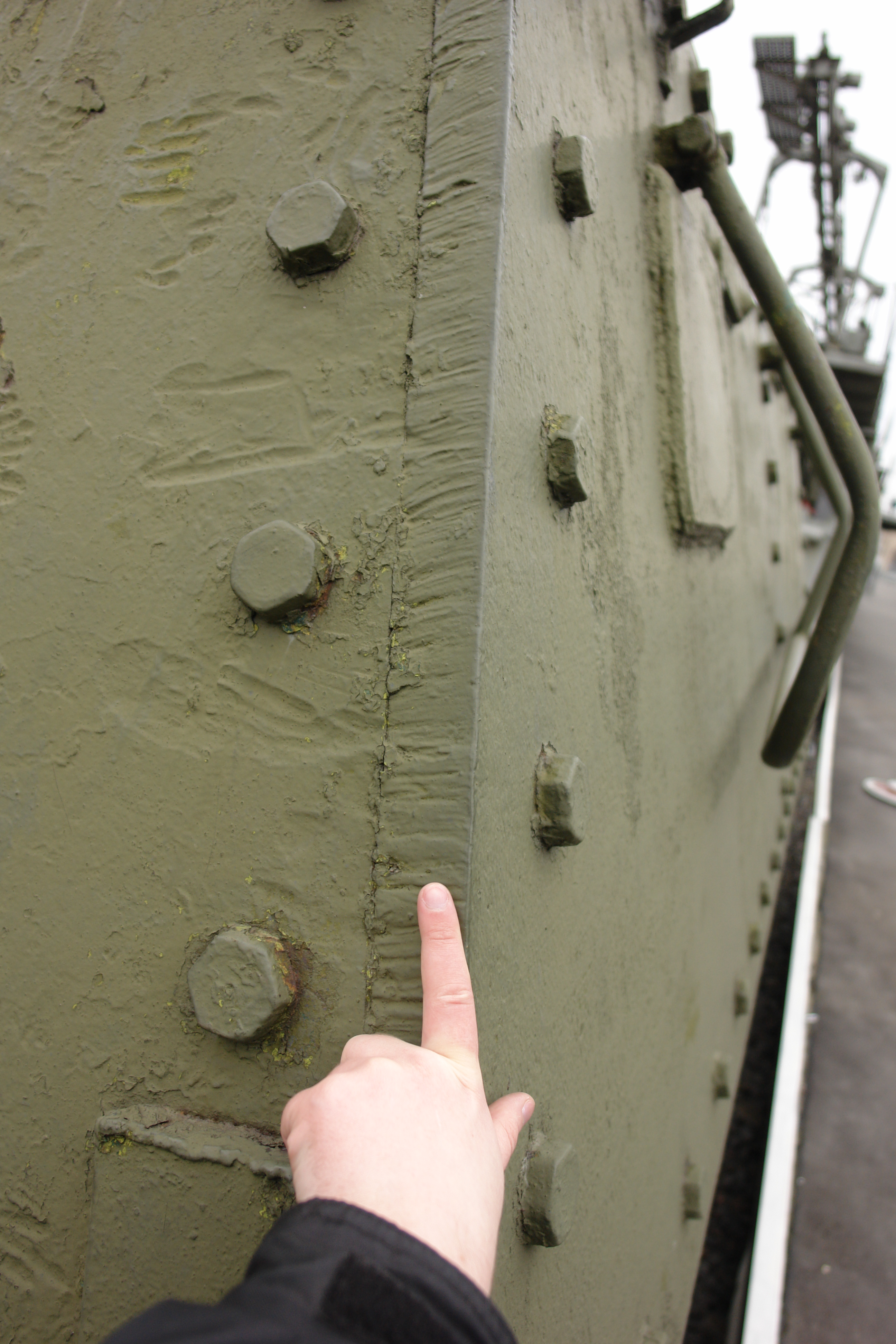
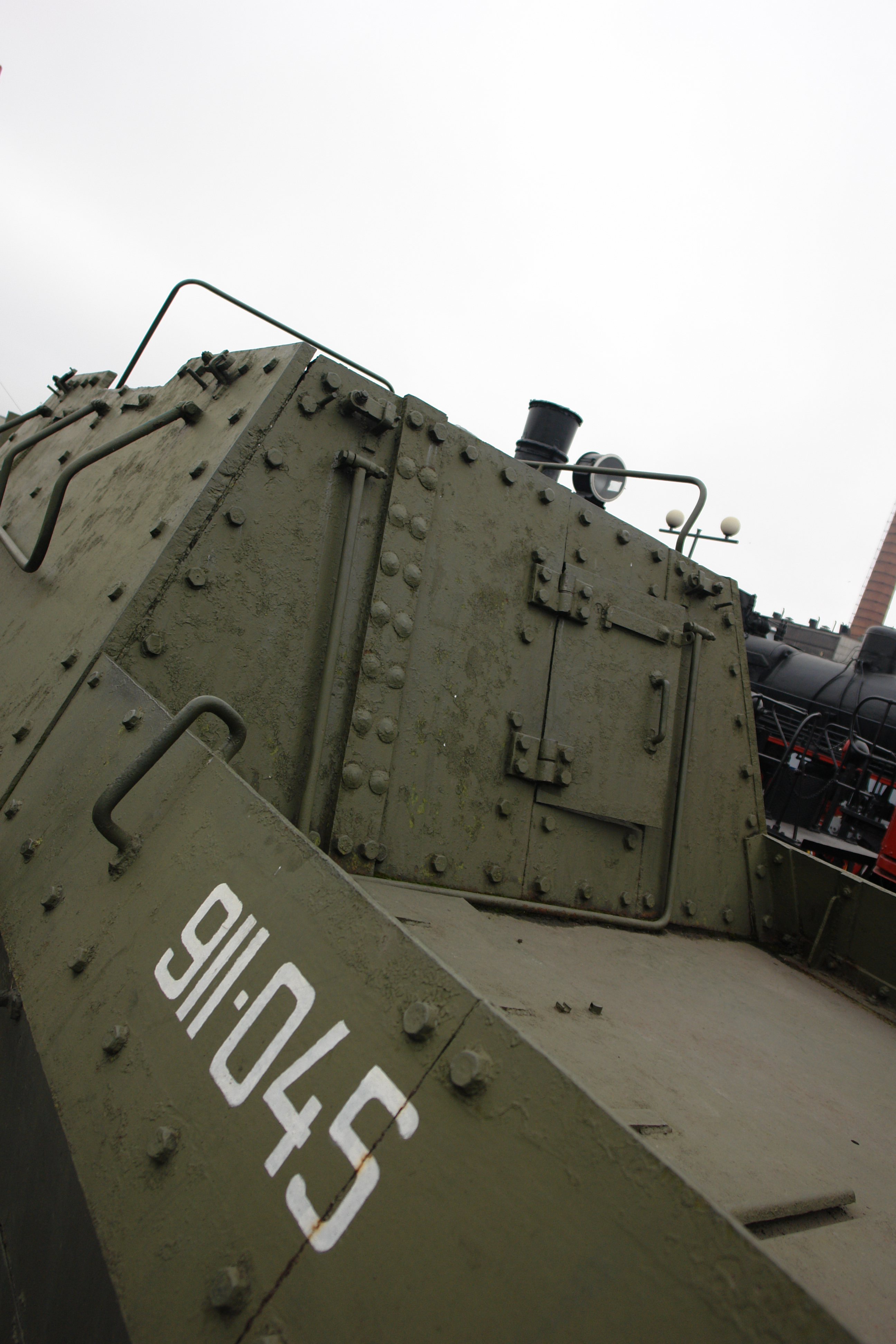
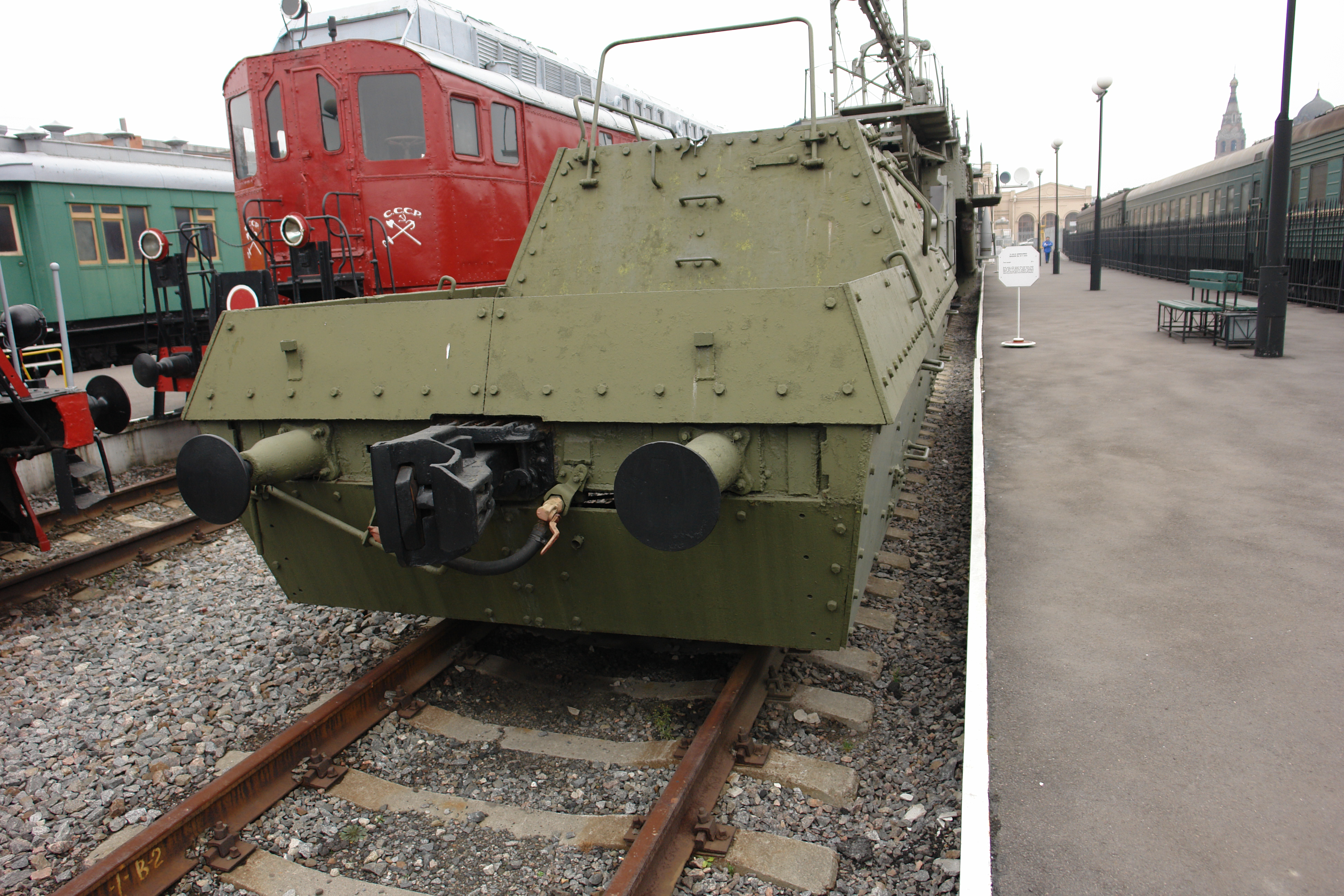
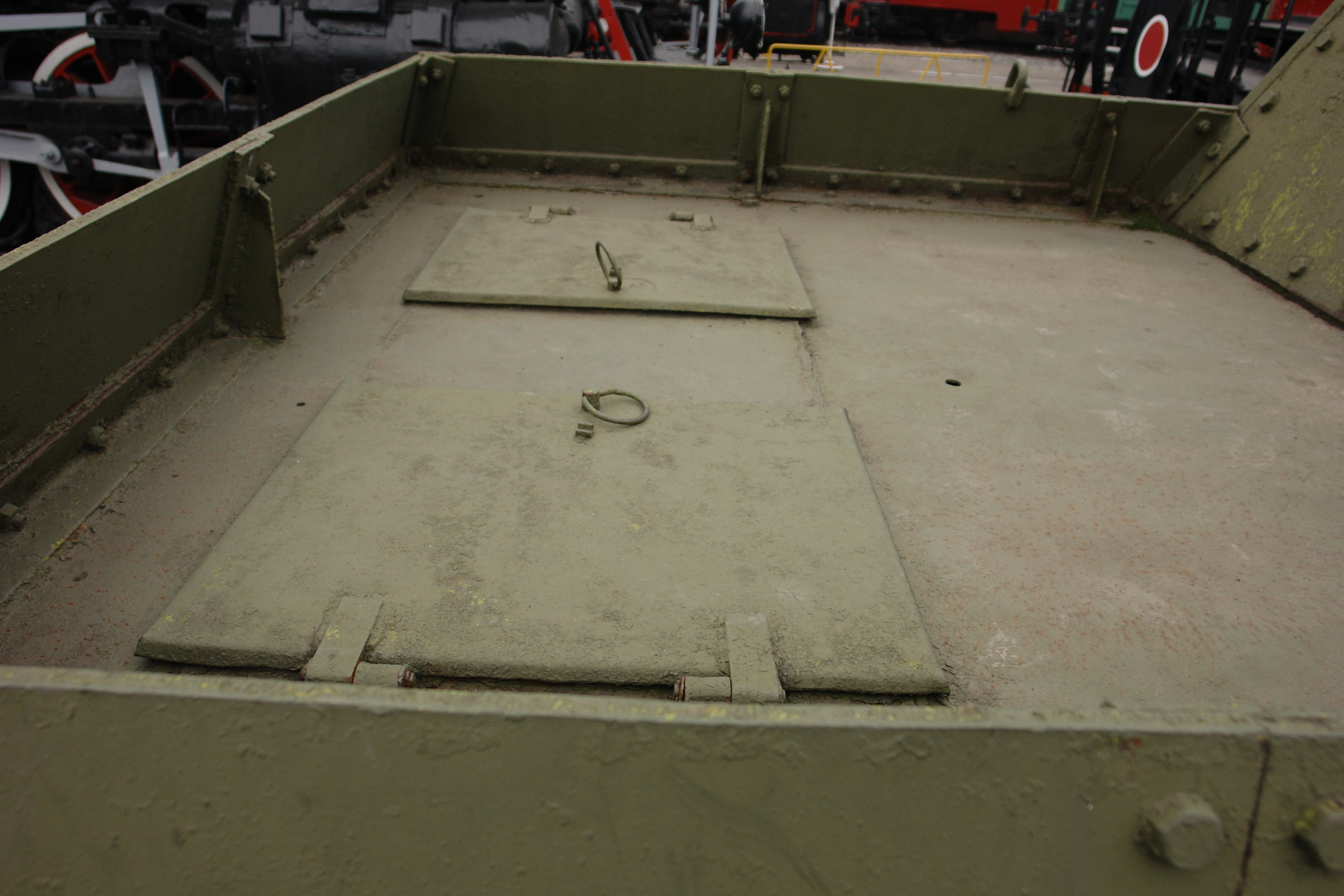
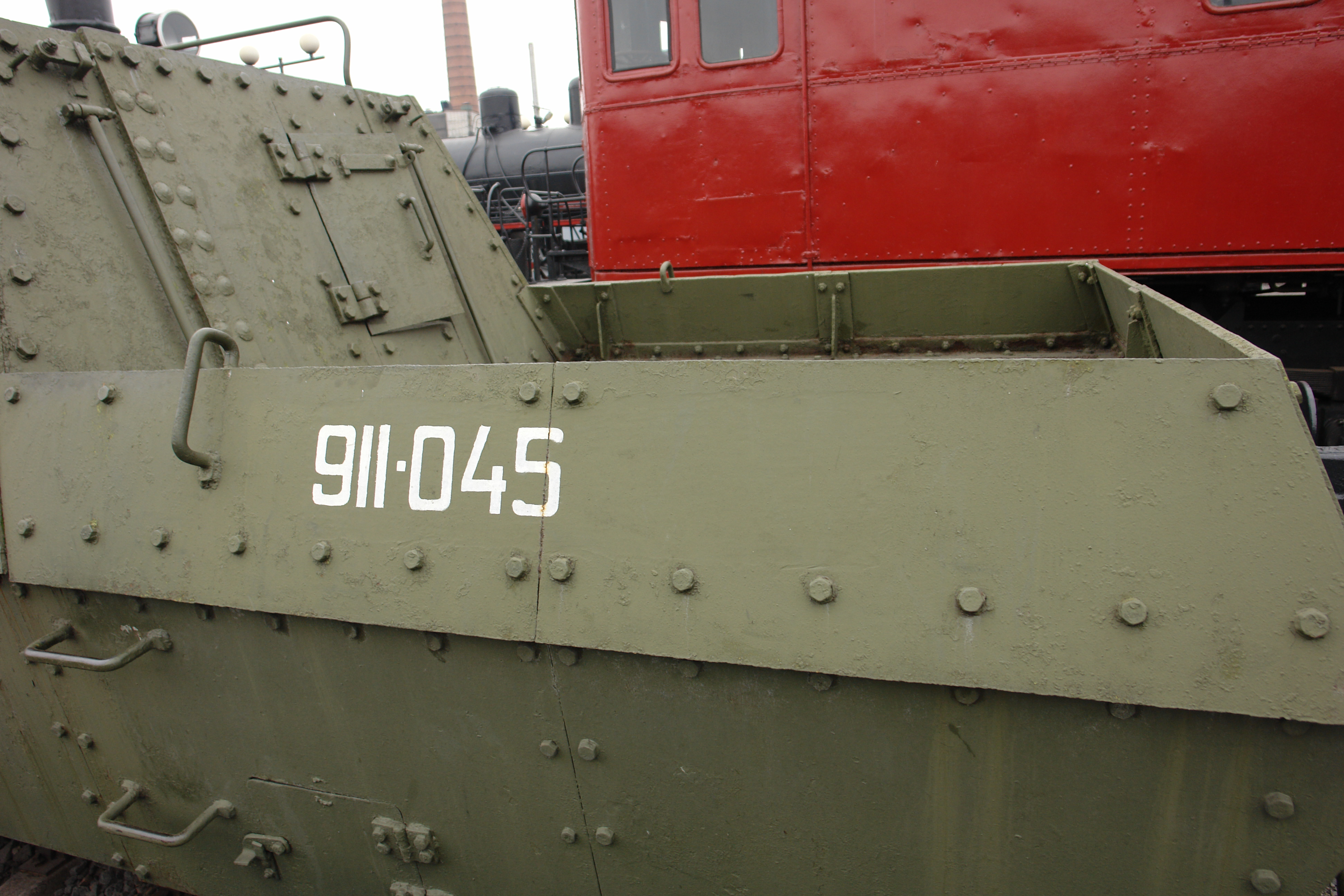

30 января 1943 года было принято постановление ГКО СССР о производстве бронепоездов в первом полугодии 1943 года.
В годы Великой Отечественной войны действовало около 200 советских бронепоездов.
На конец войны в РККА 140 бронепоездов.
Некоторые из них награждены орденами или почётными наименованиями, но гвардейским не стал ни один.
В 1944—1945 годах и в послевоенные годы бронепоезда внутренних войск НКВД-МВД использовались для операций по борьбе с УПА и им подобными антисоветскими партизанами.

### Награждённые формирования бронепоездов
Дивизионы бронепоездов, особо отличившиеся во время Великой Отечественной войны, награждены:

#### Почётным наименованием
- 8-й Ясловский отдельный дивизион броневых поездов (командир — майор / подполковник Б. Я. Рогачевский);
- 31-й Горьковско-Варшавский ордена Александра Невского особый отдельный дивизион броневых поездов (командир — майор В. М. Морозов);
- 36-й Ардонский отдельный дивизион броневых поездов имени М. Гаджиева (командир — майор В. Д. Кондратьев);
- 37-й Шепетовский отдельный дивизион броневых поездов (командир — подполковник А. И. Зайченко);
- 44-й Клайпедский отдельный дивизион броневых поездов (командир — майор И. М. Александров);
- 46-й Ясловский отдельный дивизион броневых поездов (командир — майор А. Р. Степанчук);
- 49-й Шепетовский отдельный дивизион броневых поездов (командир — капитан Д. М. Шевченко);
- 58-й Изяславский отдельный дивизион броневых поездов (командир — майор И. С. Мариджанов);
- 59-й Пражский отдельный дивизион броневых поездов (командир — капитан П. И. Степанов);
- 62-й Новосокольнический особый отдельный дивизион броневых поездов (командир — майор В. П. Мерзлов).

#### Орденом Красного Знамени
- 1-й Отдельный Краснознамённый дивизион бронепоездов (командир — майор / подполковник И. Х. Овецкий, с 1.1945 — майор Н. С. Казакевич);
- Краснознамённый броневой поезд войск НКВД № 46 (командир — майор Г. Ф. Фирсов);
- Краснознамённый броневой поезд войск НКВД № 56 (командир — капитан П. К. Ищенко);
- Краснознамённый броневой поезд войск НКВД № 73 (командир — капитан Ф. Д. Малышев).

#### Орденом Александра Невского
- 31-й Горьковско-Варшавский ордена Александра Невского особый отдельный дивизион броневых поездов (командир — майор В. М. Морозов)[37].[34]

### Известные бронепоезда РККА Великой Отечественной
- Бронепоезда «За Родину!»
- Железняков (бронепоезд) — в Севастополе ему создали мемориал
- Козьма Минин — памятник ему в музее железнодорожного транспорта в Нижнем Новгороде.
- Илья Муромец — реплика его бронепаровоза на стоянке в Муроме
- За Сталина! — бронепоезд № 1, построенный на Коломенском заводе (уничтожен в Гагаринском районе Смоленской области)
- Коломенский рабочий
- Маршал Будённый
- Тульский рабочий — бронепоезд типа БП-35 c ПЛ-37, построенный на заводе «Желдормаш»[источник не указан 2523 дня]

## Фотогалерея

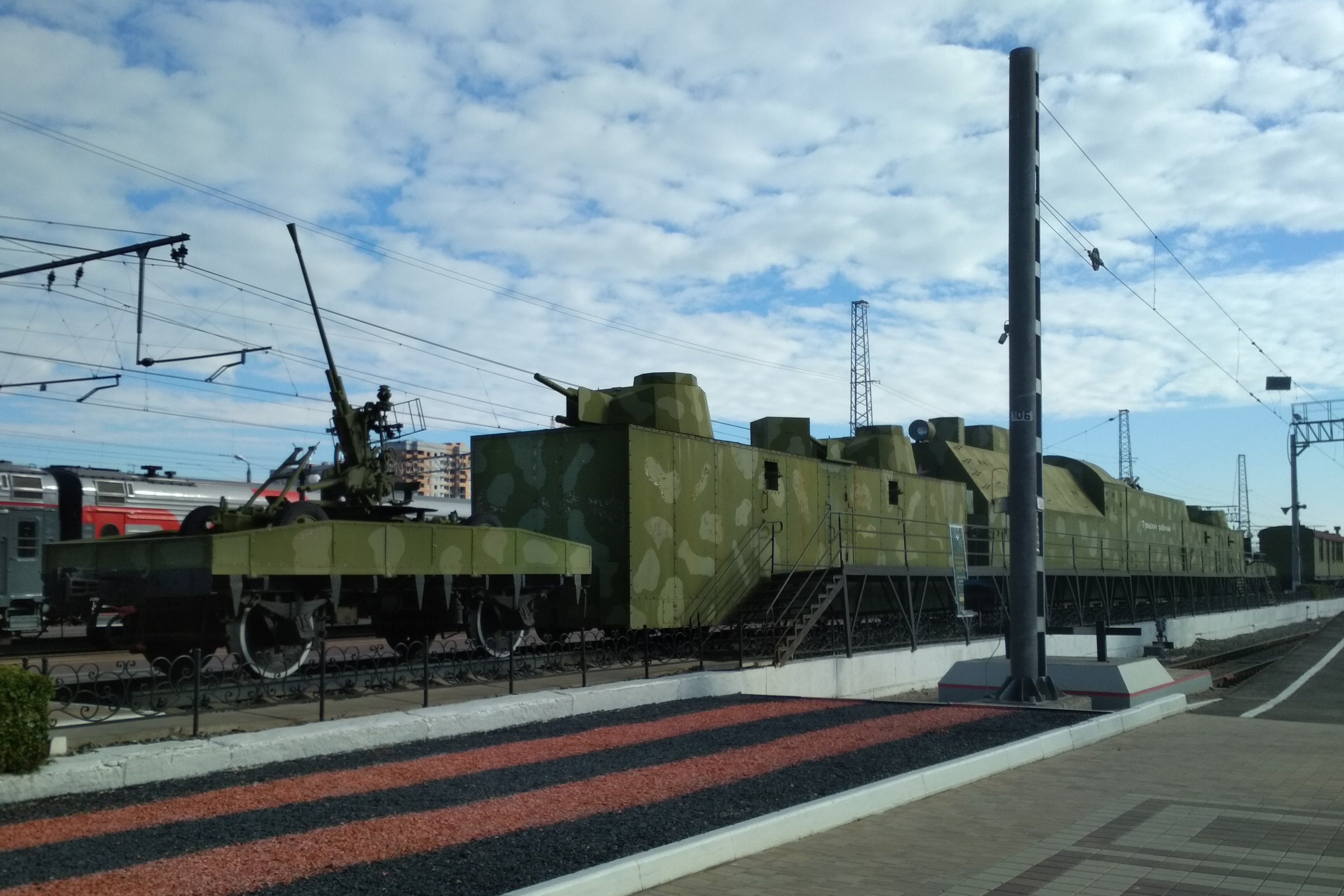
Макет бронепоезда «Тульский рабочий» на станции Тула-1-Курская
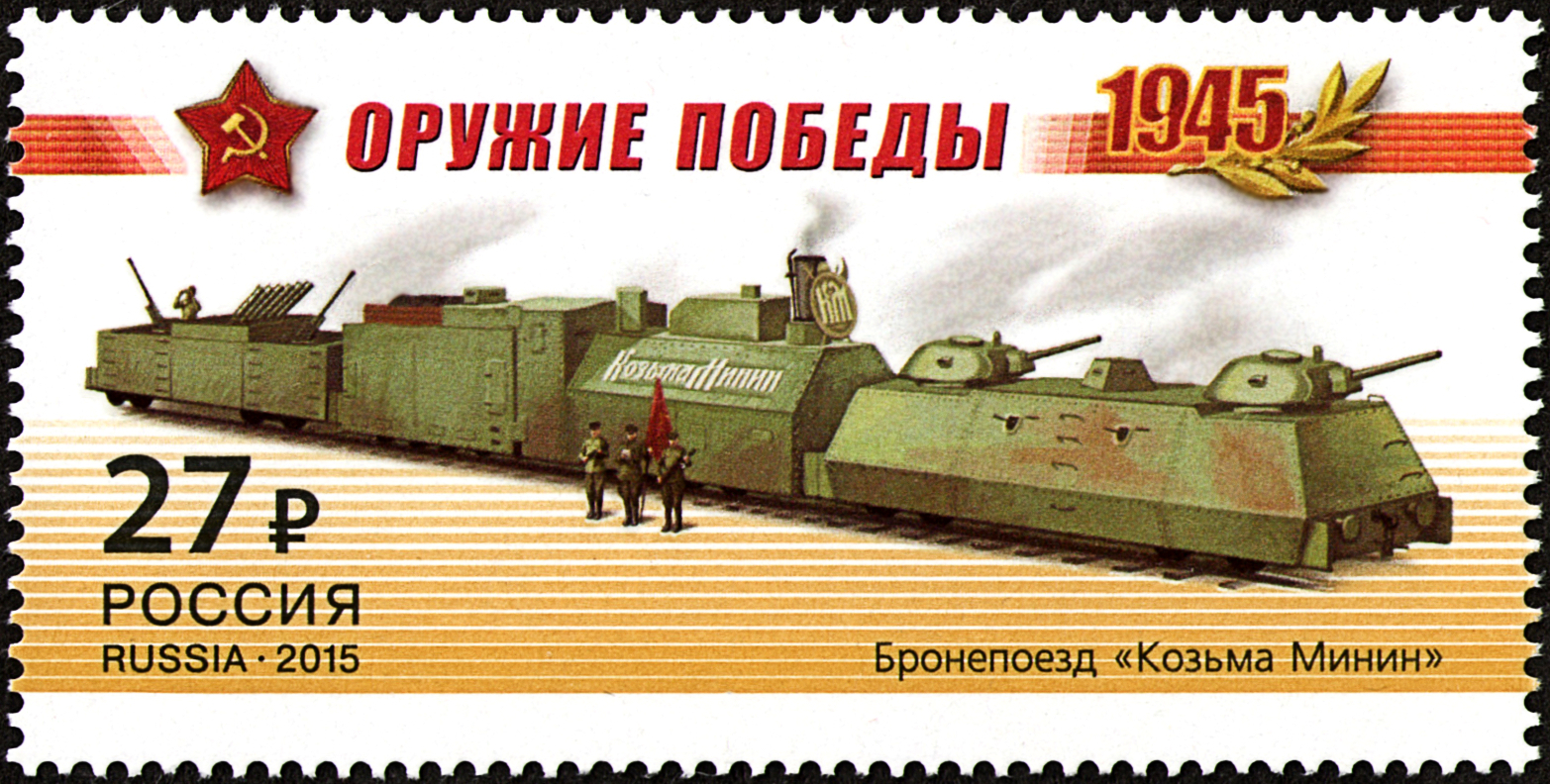
Марка с рисунком бронепоезда 31-го ооднбп «Козьма Минин» на 1944 год
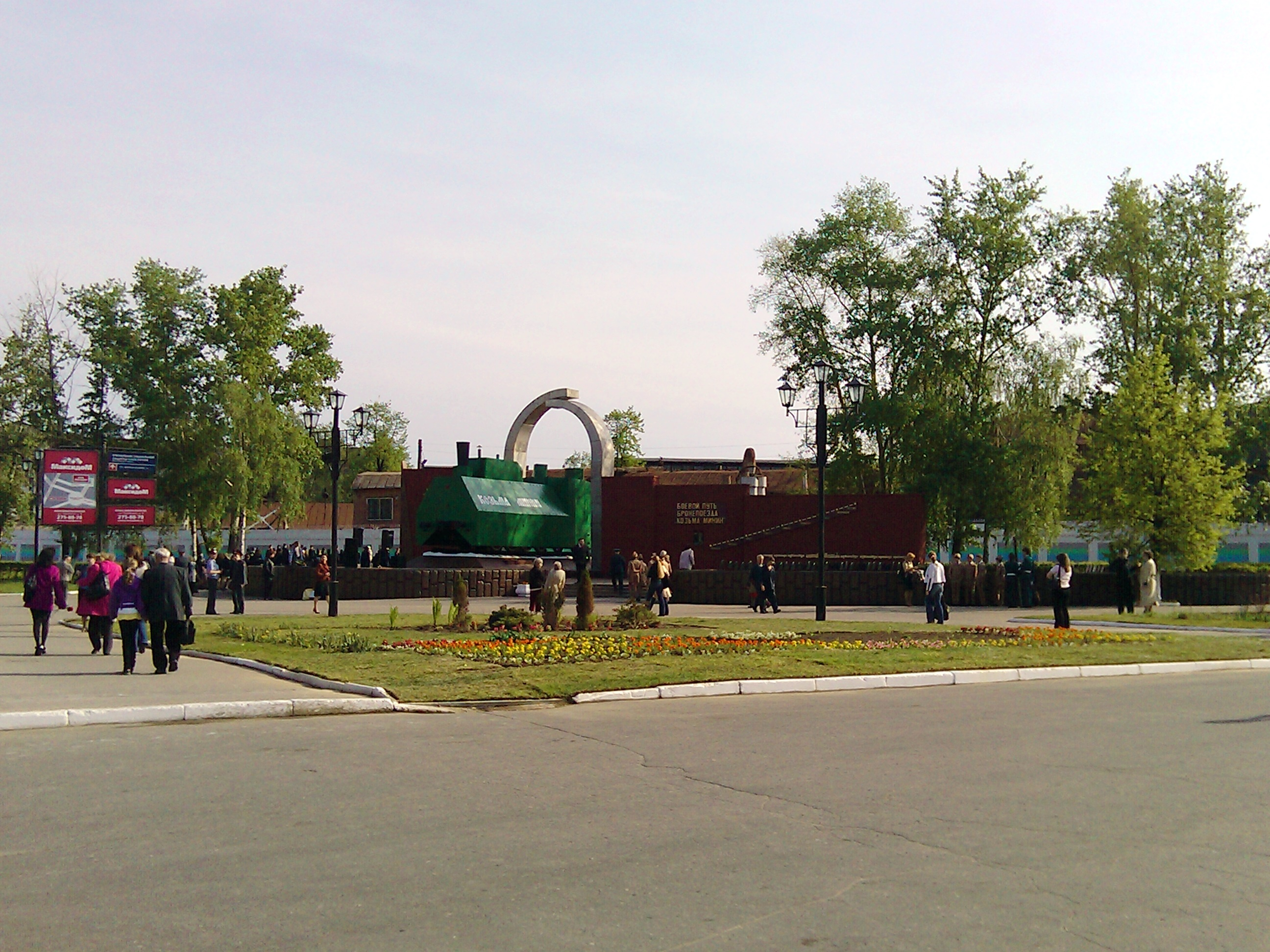
Мемориал бронепоезду «Козьма Минин» в Нижнем Новгороде
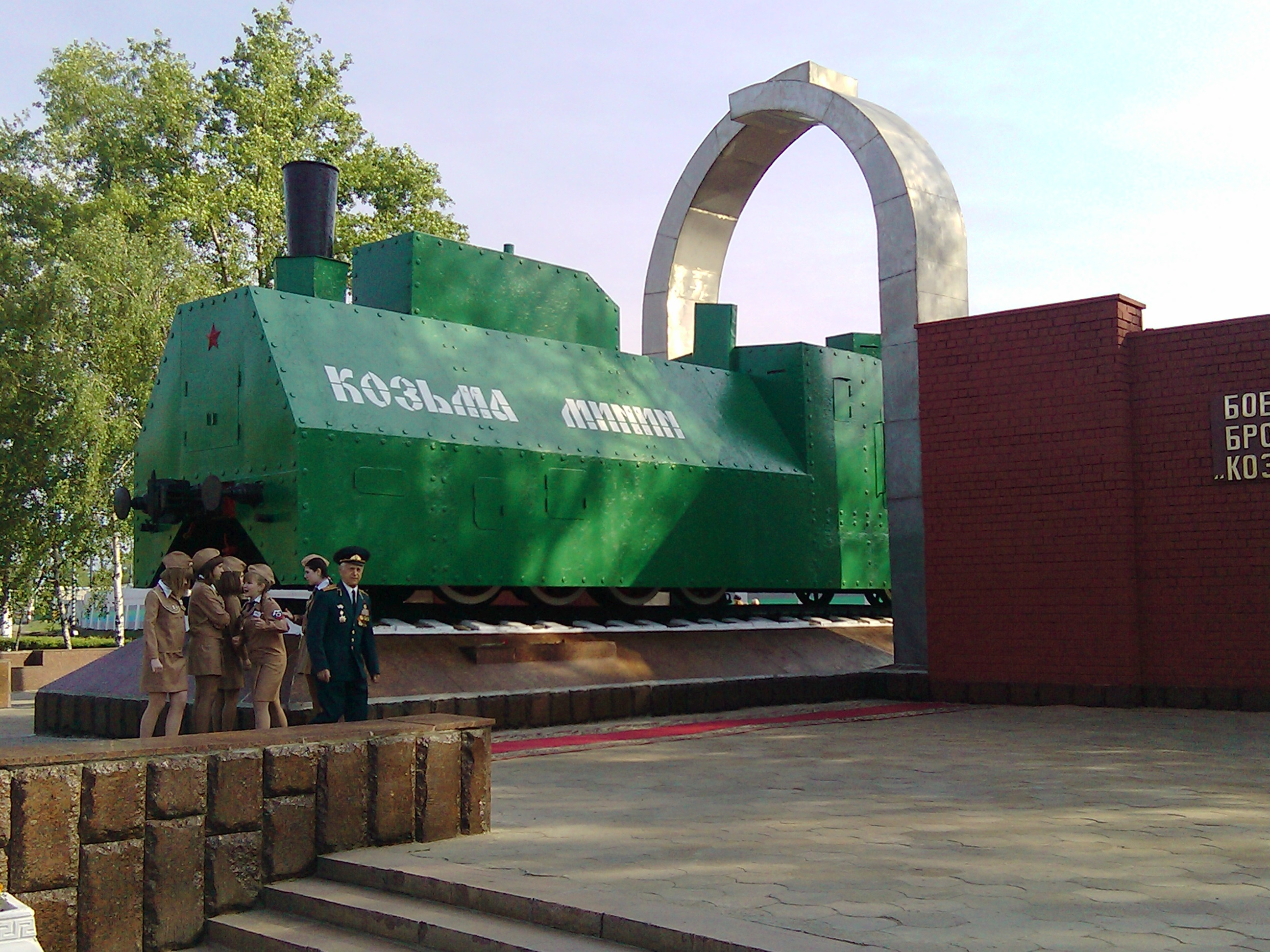
Реплика бронепаровоза БП «Козьма Минин» в Нижнем Новгороде
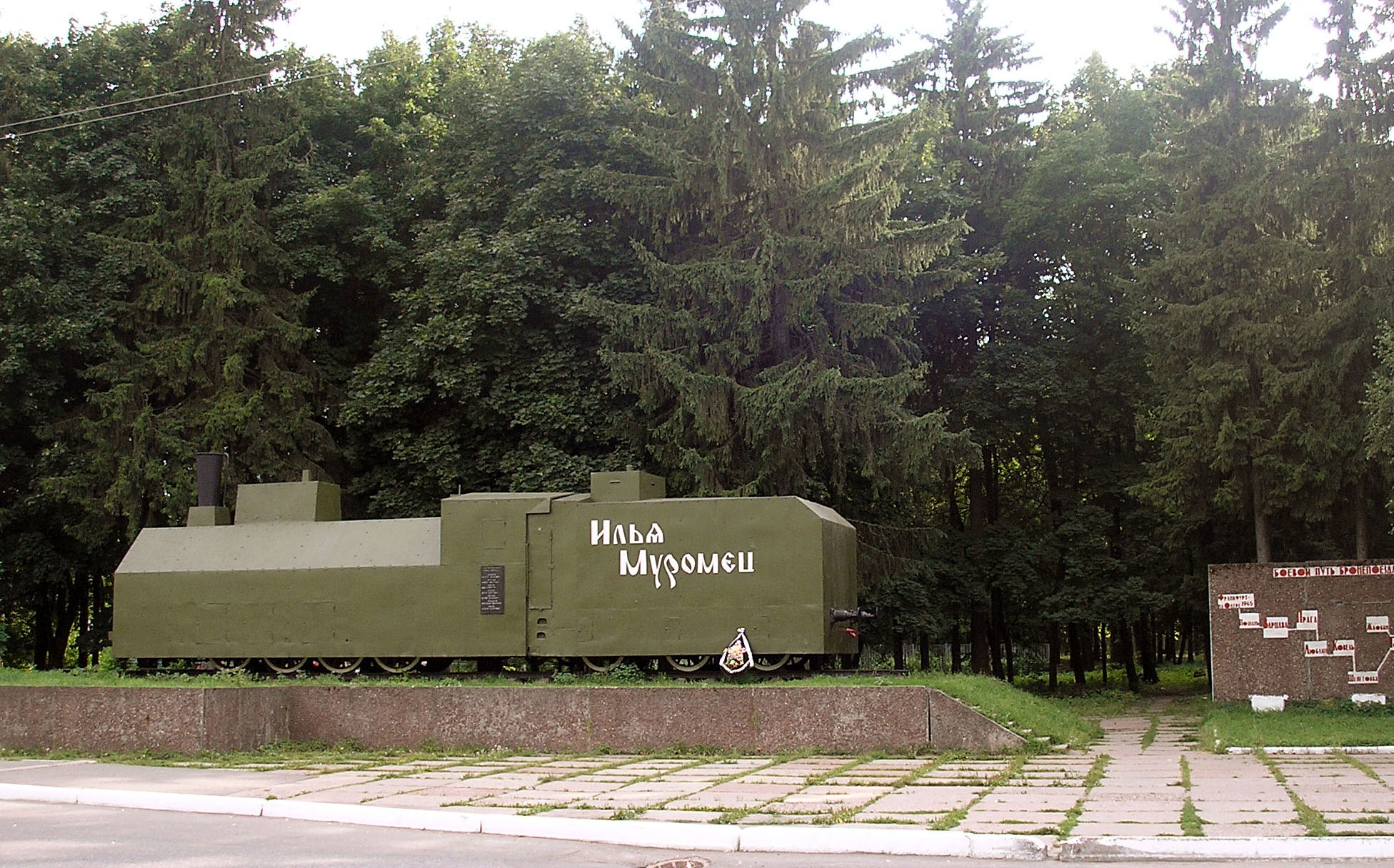
Реплика бронепаровоза бронепоезда «Илья Муромец» в г. Муром
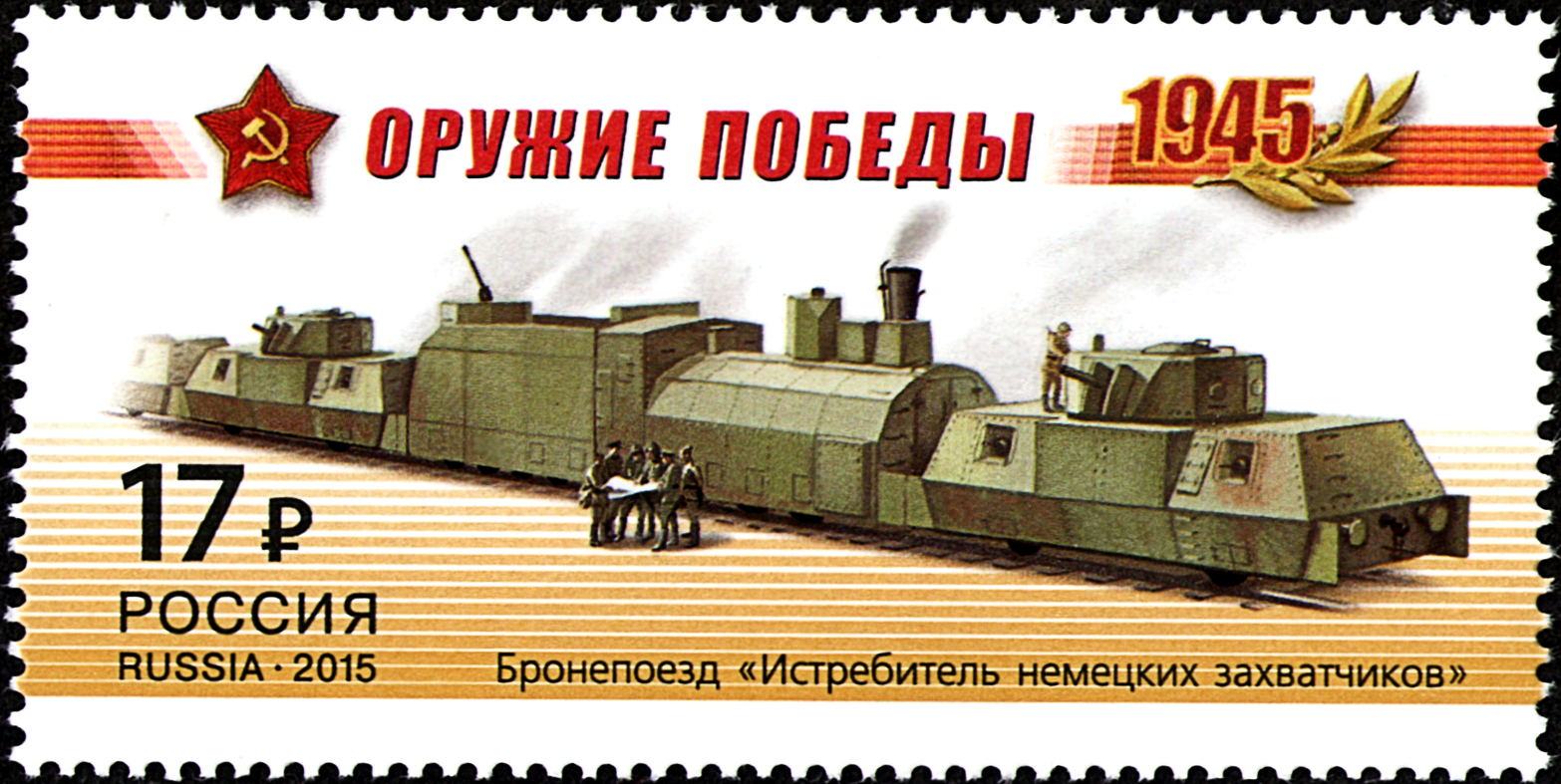
Марка с рисунком бронепоезда «Истребитель немецких захватчиков» типа ОБ-3
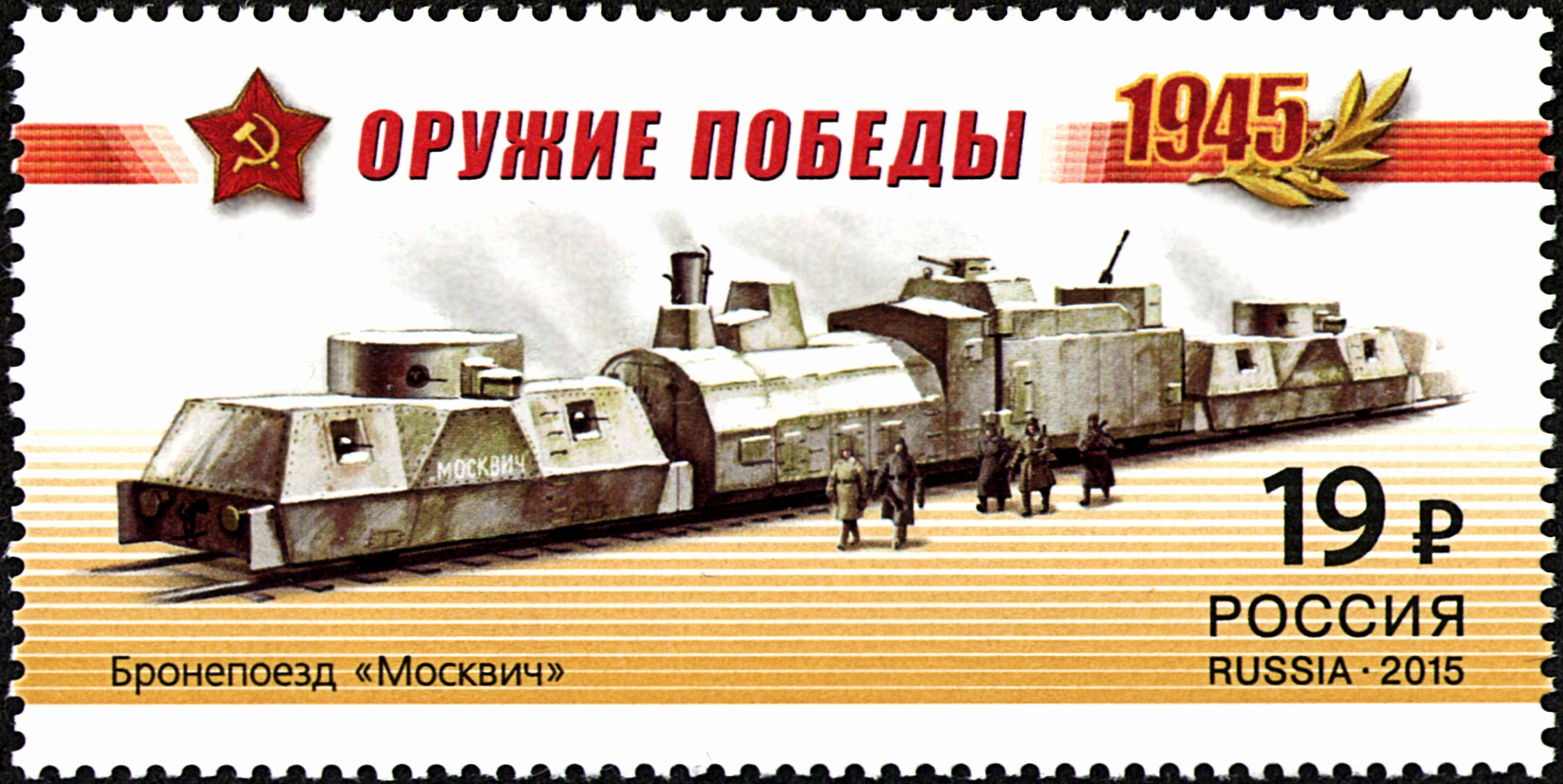
Марка с рисунком бронепоезда «Москвич» типа ОБ-3
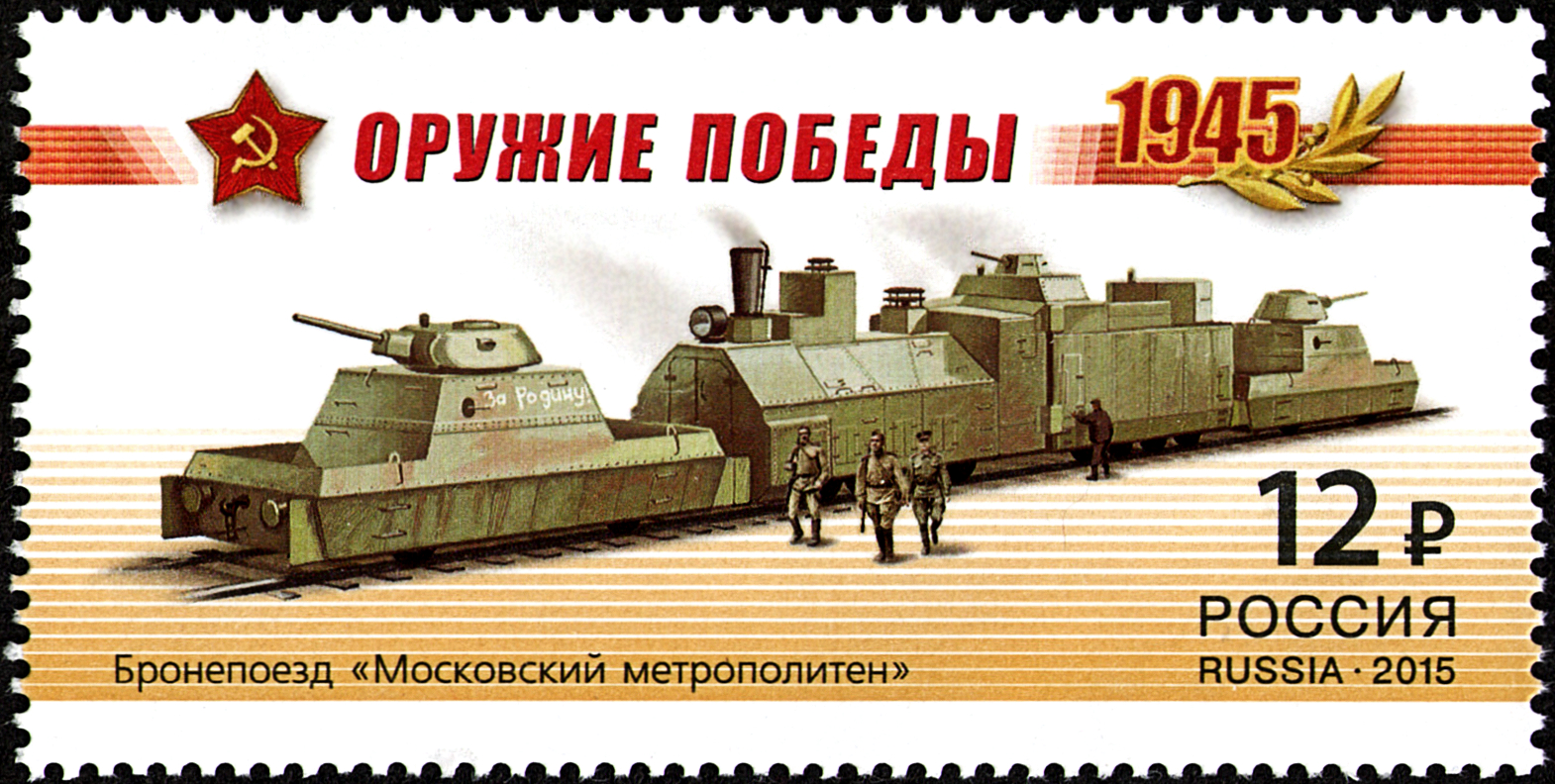
Марка с рисунком бронепоезда «Московский метрополитен» типа БП-43
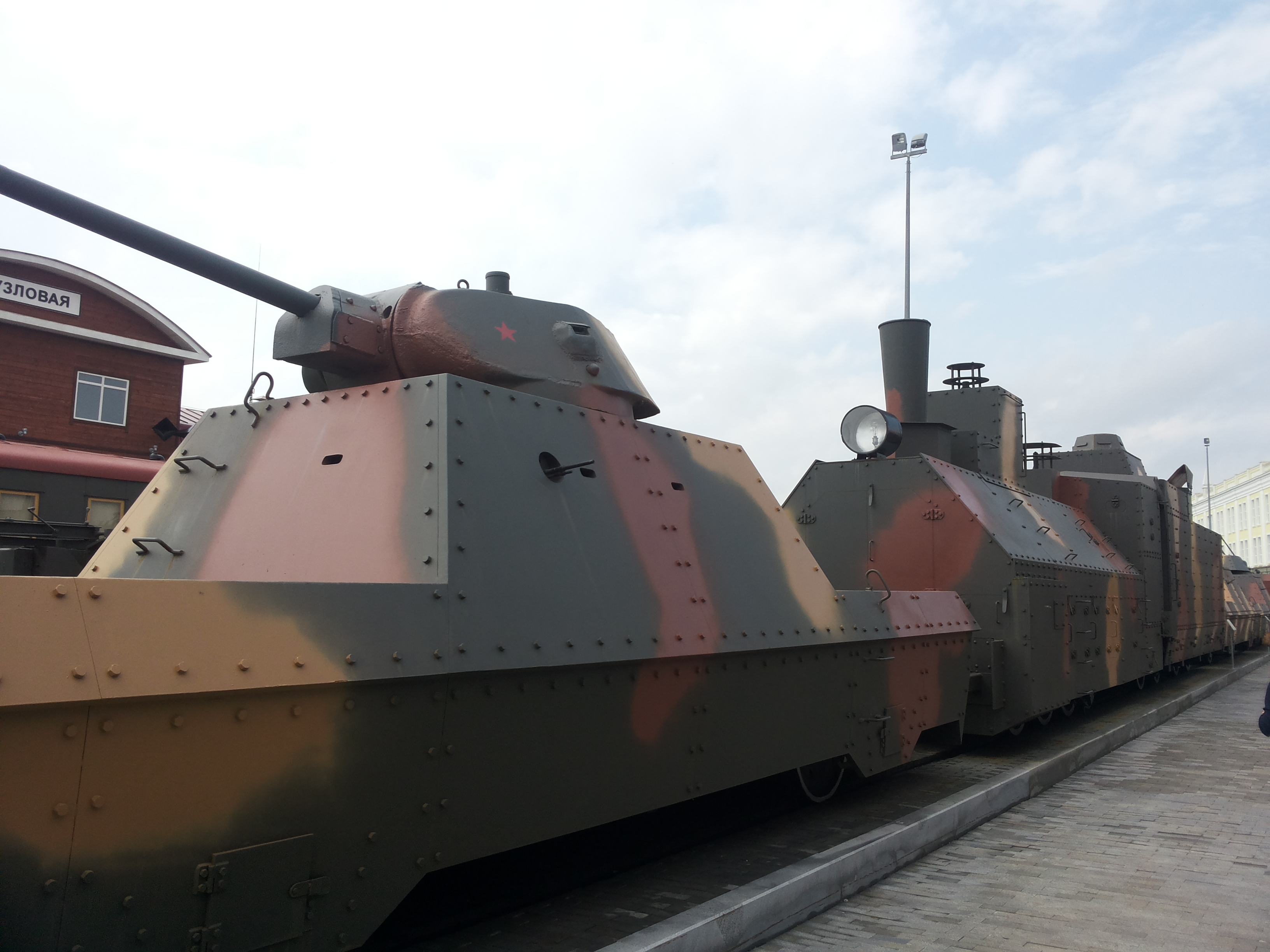
Реплика бронепоезда типа БП-43 в музее техники УГМК
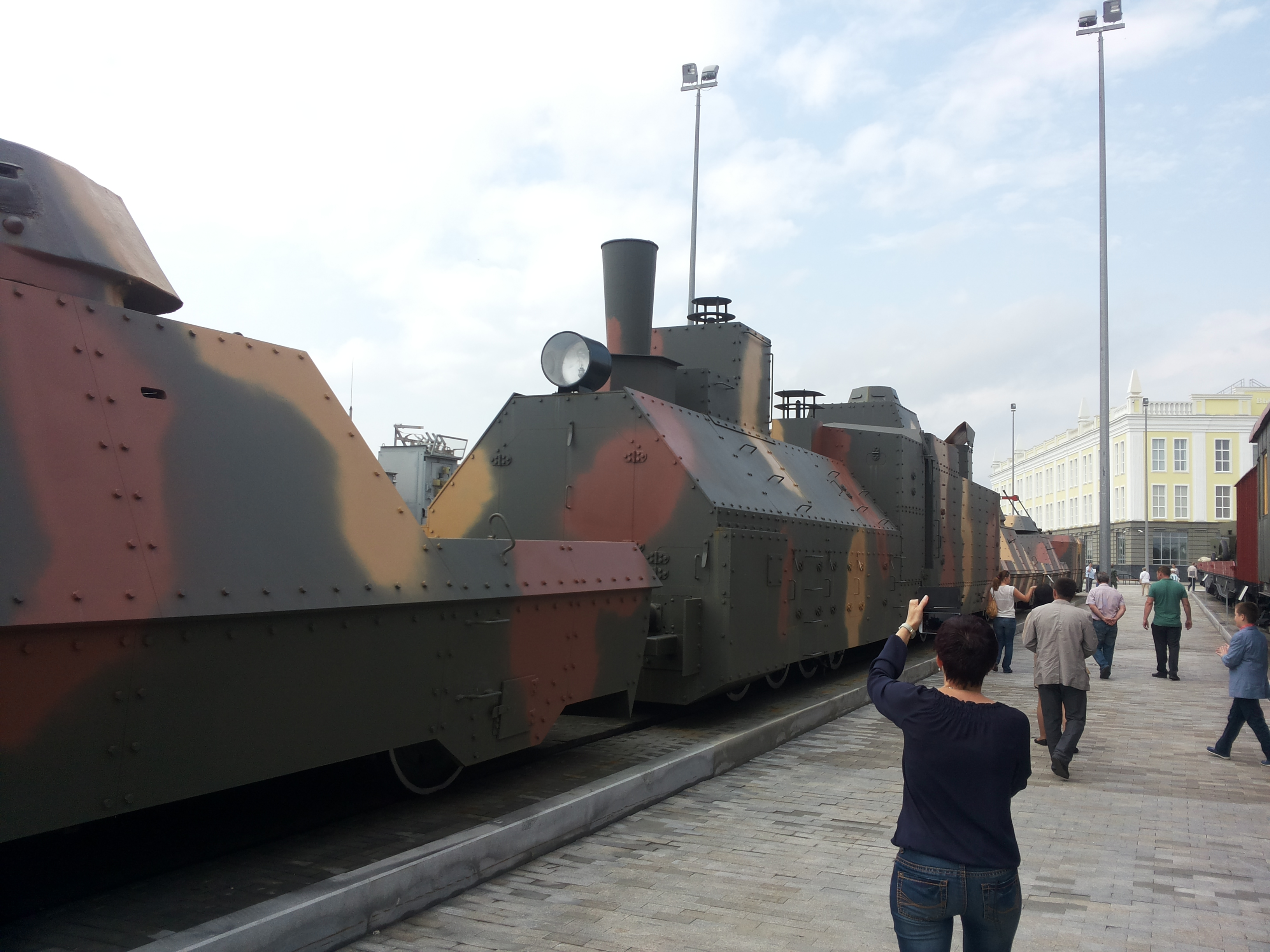
Реплика бронепоезда типа БП-43 в музее техники УГМК
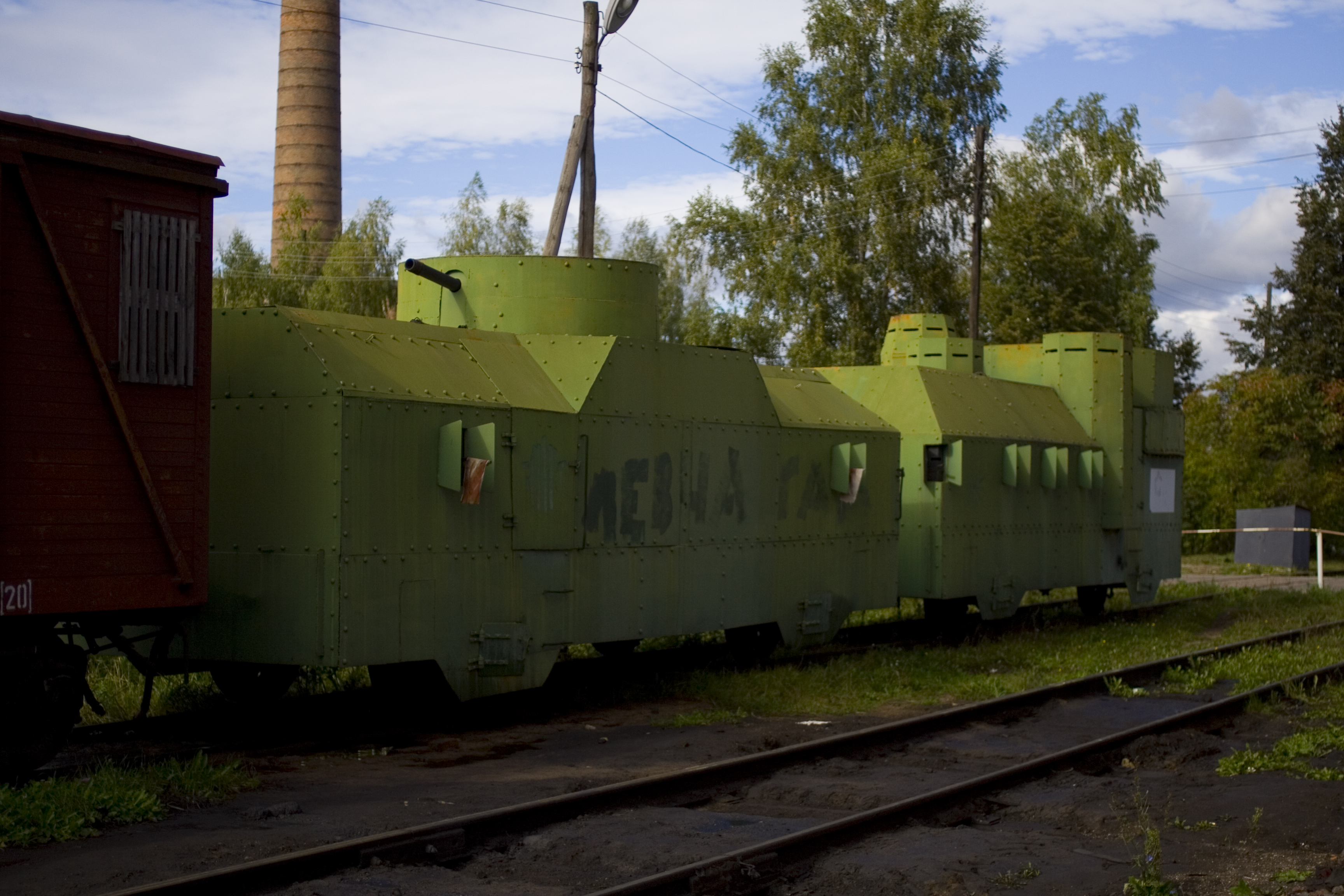
Макет бронепоезда в Рославле
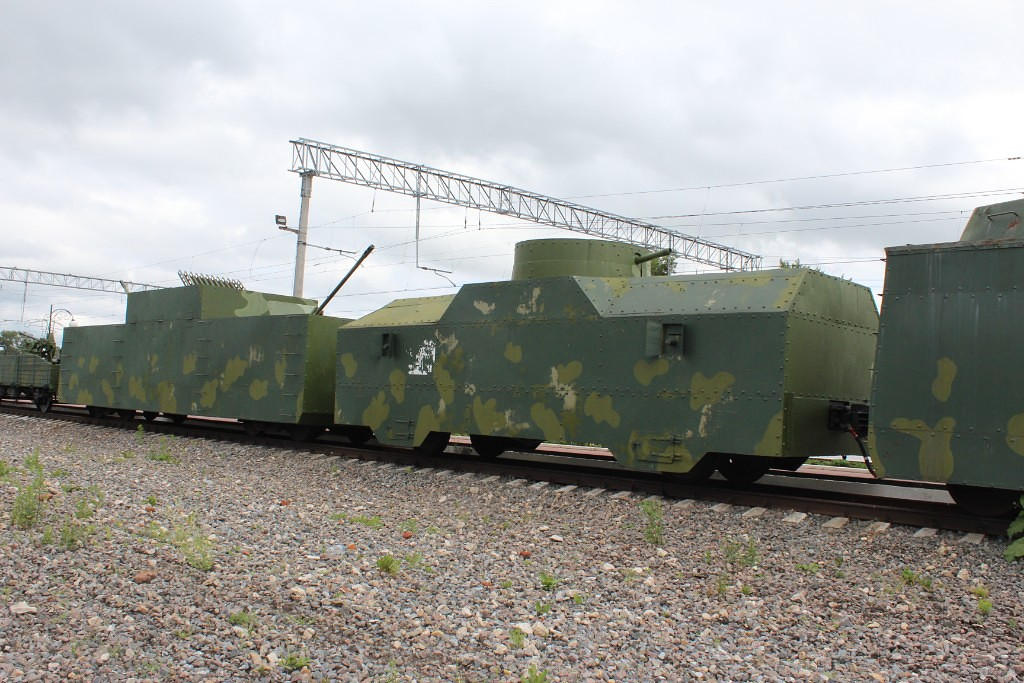
Макет бронепоезда на станции Чернь
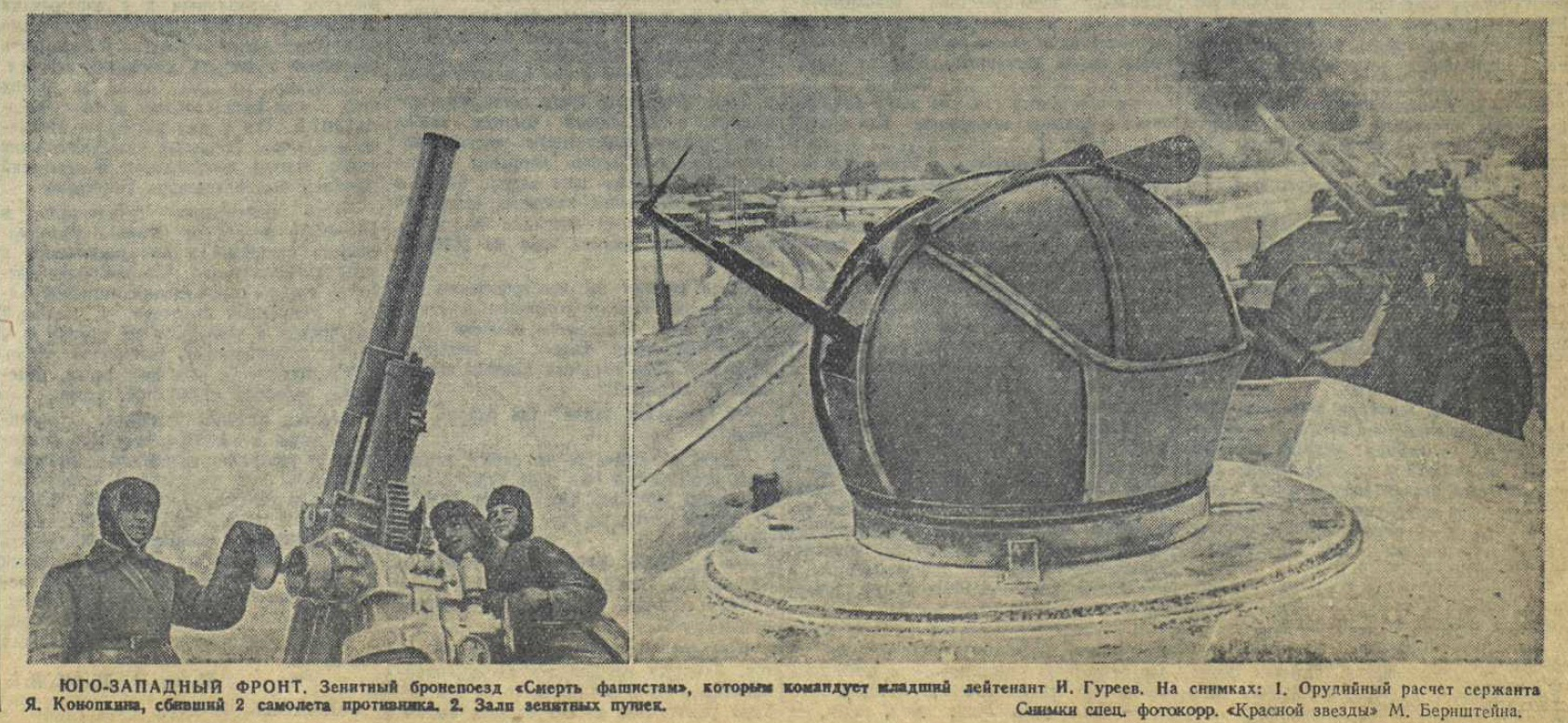
Зенитный бронепоезд "Смерть фашистам"
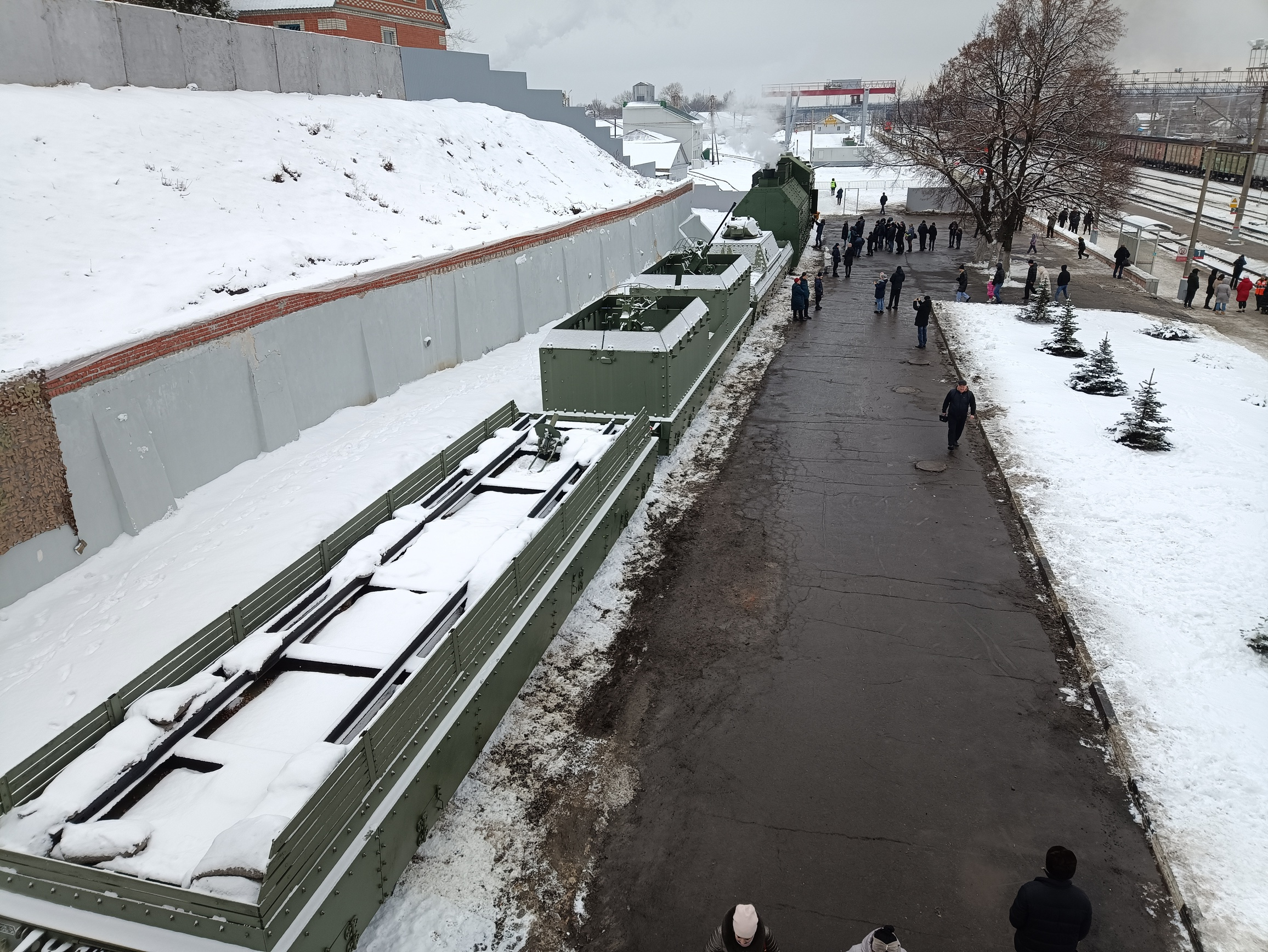
Полноразмерная модель бронепоезда «Московский метрополитен» на базе паровоза Эр796-43 (2023), вокзал Старого Оскола

## Бронепоезда РККА в искусстве

### В кинематографе
- «В 6 часов вечера после войны», 1944, Мосфильм, реж. Иван Пырьев и Г. Казанский — в заключительной части фильма его герои Варя (Марина Ладынина) и лейтенант Кудряшов (Евгений Самойлов) встречаются зимой на железнодорожном разъезде, Варя — командир зенитно-пулемётного расчёта на контрольной площадке литерного эшелона, Кудряшов — командир бронепоезда «МОСКВА»…
- «Крепость на колёсах», 1960 — о героической команде бронепоезда № 56, совершившей легендарный подвиг в первые дни Великой Отечественной войны на Украине.
- «Последний бронепоезд», 2006, телесериал, Россия−Белоруссия, реж. Зиновий Ройзман — на помощь советским войсковым частям, попавшим в окружение в Белоруссии, был отправлен мощный бронепоезд. Но бронепоезд был захвачен немецкими десантниками, и горсточка бойцов идёт на смертельный риск, чтобы отбить бронепоезд и вернуть последнюю надежду на спасение красноармейцев и тысяч мирных жителей.

## Мемориальные доски и памятники бронепоездам РККА
- Полноразмерная модель бронепоезда «Московский метрополитен» на базе паровоза Эр796-43, установлена на вокзале Старого Оскола (2023)
- Мемориальная доска бронепоезду Сибиряк-Барабинец, установлена на здании вокзала станции Барабинск
- Мемориальная доска бронепоездам Пермский Рабочий, Александр Невский, Александр Суворов, Григорий Котовский, Николай Щорс установлена на здании вокзала станции Пермь II
- Мемориальная доска в память бойцов 38-го и 62-го дивизионов бронепоездов спецформирований НКПС, установлена на станции Мармыжи Московской железной дороги, Курская область.
- Мемориальная доска в память о бойцах бронепоезда № 53, установлена на станции Подсолнечная Октябрьской железной дороги (г. Солнечногорск, Московская область)

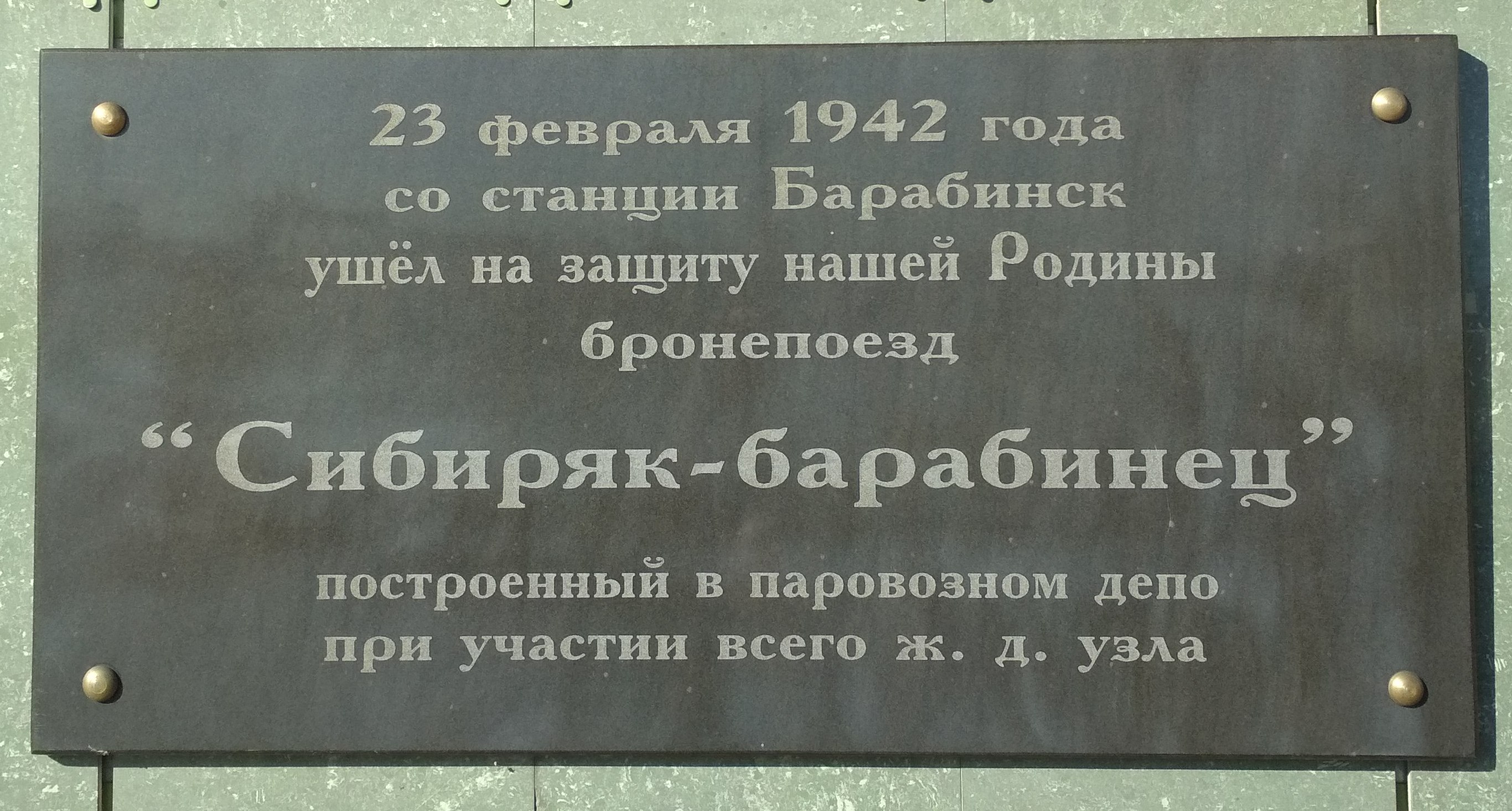
Мемориальная доска бронепоезду Сибиряк-Барабинец, Барабинск
Мемориальная доска бронепоездам на здании вокзала станции Пермь II
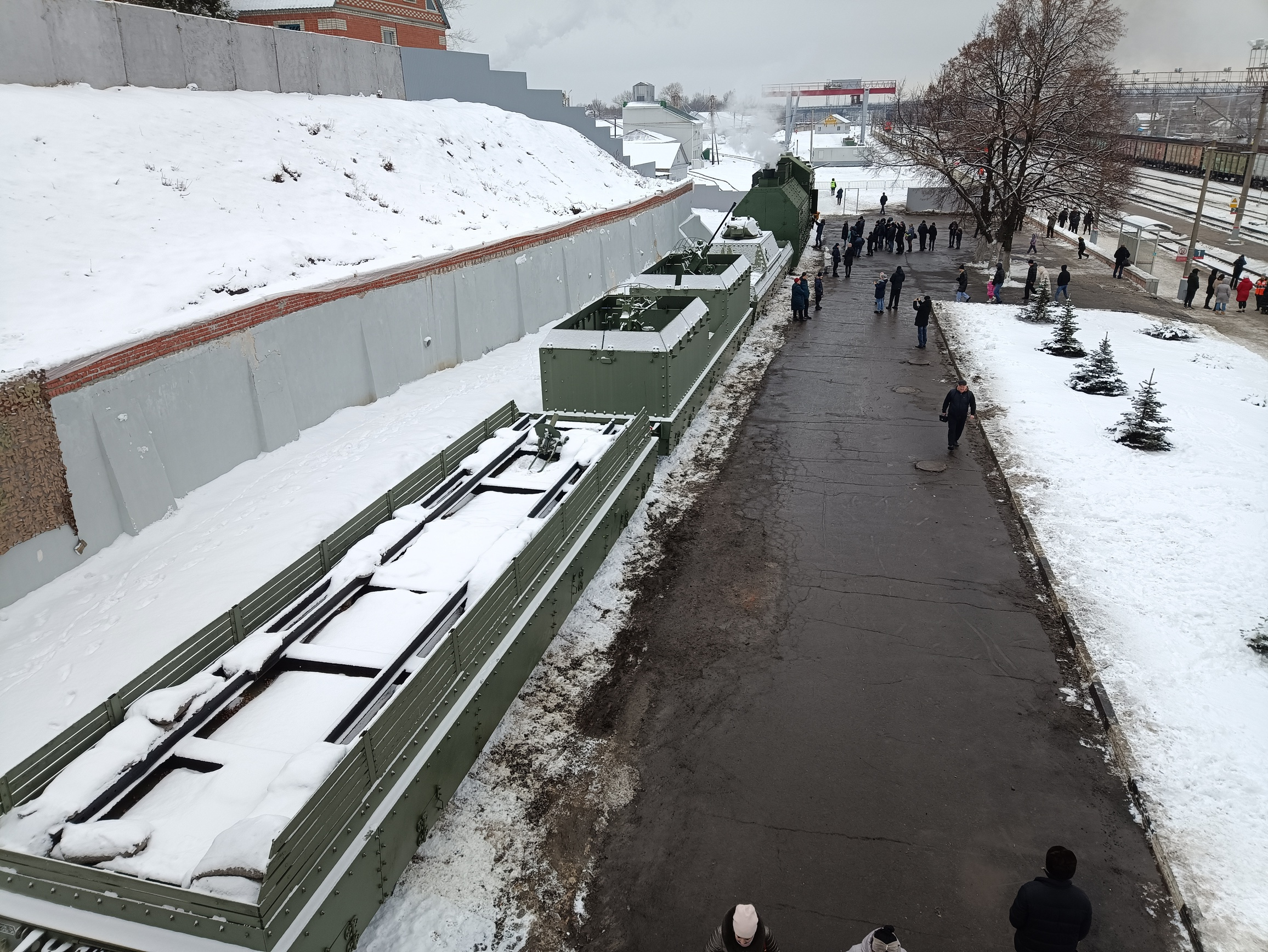
Полноразмерная модель бронепоезда «Московский метрополитен» на базе паровоза Эр796-43 (2023) Старый Оскол